# Simone Martini
Simone Martini, indicato talvolta anche come Simone Senese (Siena, 1284 – Avignone, luglio 1344), è stato un pittore e miniatore italiano, maestro della scuola senese e tra i maggiori e più influenti artisti del Trecento italiano, l'unico in grado di contendere lo scettro a Giotto.
La sua formazione avvenne, probabilmente, nella bottega di Duccio di Buoninsegna. Ancora giovane e sconosciuto, ricevette il prestigioso incarico di dipingere la Maestà del Palazzo Pubblico di Siena, e da allora la sua fama crebbe senza soste. Lavorò ad Assisi, Roma, Napoli, oltre che, naturalmente, nella sua città natale. Nel 1340 si trasferì ad Avignone, all'epoca sede del papato, dove morì nel 1344, lasciando una forte influenza anche nel mondo dell'arte gotica francese.

## Biografia

### Ipotesi sulla formazione
Simone Martini nacque a Siena nel 1284 circa. Nessuna fonte certa esiste sulla sua formazione, ma è consolidata l'ipotesi che essa si sia svolta nella bottega di Duccio di Buoninsegna. Tuttavia, la presenza nella pittura di Simone, già nelle sue opere più precoci giunte sino a noi, anche di elementi non ducceschi lascia presumere che il tirocinio del pittore sia stato arricchito anche da esperienze diverse. Innanzitutto, in Simone si coglie una particolare sensibilità per la resa plastica delle figure umane, sicuramente maggiore di quanto non fosse nella coeva pittura senese e in quella di Duccio in particolare, il che rende ipotizzabile un contatto, già in età giovanile, con le novità giottesche.
Possibile veicolo di tale contatto potrebbe essere stato Memmo di Filippuccio – futuro suocero di Simone –che fu attivo nel cantiere assisiate apprendendovi della rivoluzione giottesca, poi diffusa in area senese. La traccia dell'attività di Simone in San Gimignano, ove era situata la bottega di Memmo, e i futuri rapporti familiari con quest'ultimo, legittimerebbero l'ipotesi che la formazione di Simone Martini si sia completata proprio presso Memmo.
Altro elemento caratterizzante l'opera di Simone, sin dagli esordi noti, è la sua attenzione per le arti suntuarie, fiorenti nella Siena del tempo. Ne è testimonianza il diffuso utilizzo di raffinati stampini e punzoni, mediante i quali Simone arricchisce di eccezionali elementi decorativi i suoi dipinti (si pensi ai nimbi della Vergine e del Bambino della Maestà del Palazzo Pubblico). Del pari gli oggetti in oro illusionisticamente raffigurati nelle sue opere sono riprodotti con ineguagliabile maestria (si veda in questo senso il trono della Vergine della stessa Maestà, quasi un ingrandimento di alcuni bellissimi reliquiari senesi dell'epoca). Sulla base di questi elementi si è ipotizzato che il giovane Simone abbia avuto familiarità con l'arte orafa. Ipotesi che peraltro potrebbe spiegare anche un ulteriore elemento distintivo dell'opera del Martini, cioè la sua conoscenza del gusto gotico oltremontano, diffuso a Siena soprattutto nel campo dell'oreficeria,  è evidente la ripresa, nelle decorazioni a smalto, di modelli stilistici transalpini, come ad esempio nell'opera di Guccio di Mannaia.

### Le prime opere
I primi segni documentati dell'attività artistica di Simone Martini risalgono al 1305-1310 circa, quando il giovane Simone aveva circa 20-25 anni. A questa prima fase di attività sono attribuite una Madonna col Bambino, di cui si ignora la collocazione di origine e che è oggi esposta nella Pinacoteca Nazionale di Siena (catalogata come opera n. 583), e una Madonna della Misericordia, proveniente dalla chiesa di San Bartolomeo a Vertine, nel Chianti, e anch'essa esposta nella Pinacoteca Nazionale di Siena. Quest'ultima si ritiene prodotta in collaborazione con Memmo di Filippuccio, soprattutto nei "raccomandati" raccolti sotto il manto di Maria. A questa fase alcuni ritengono debba appartenere anche la Croce dipinta proveniente dal Convento delle Cappuccine a Siena e anch'esso conservato alla Pinacoteca Nazionale di Siena. Questo primo Simone Martini è molto vicino a Duccio di Buoninsegna, come è evidente dal volto, manto e postura di Maria nella Madonna col Bambino n. 583. Tuttavia la ricchezza di dettagli decorativi e la resa scrupolosa di dettagli anatomici denotano il talento di Simone Martini, già in questi primi anni.
Successivamente a queste prime opere, ma in un periodo ancora precedente la realizzazione della grandiosa Maestà del Palazzo Pubblico di Siena, si ritiene che Simone Martini abbia dipinto un affresco di cui rimane solo la testa della Madonna, ed ospitata oggi dalla Chiesa di San Lorenzo al Ponte a San Gimignano (1310 ca.), e una lacunosa Maestà in esposizione al Museo di Capodimonte di Napoli (1310-1312 ca.). Queste opere, soprattutto la seconda, mostrano i segni di una transizione dal primo Simone Martini, ancora molto vicino al suo maestro Duccio di Buoninsegna, ad uno stile autonomo dell'artista già evidente nella Maestà del Palazzo Pubblico di Siena.

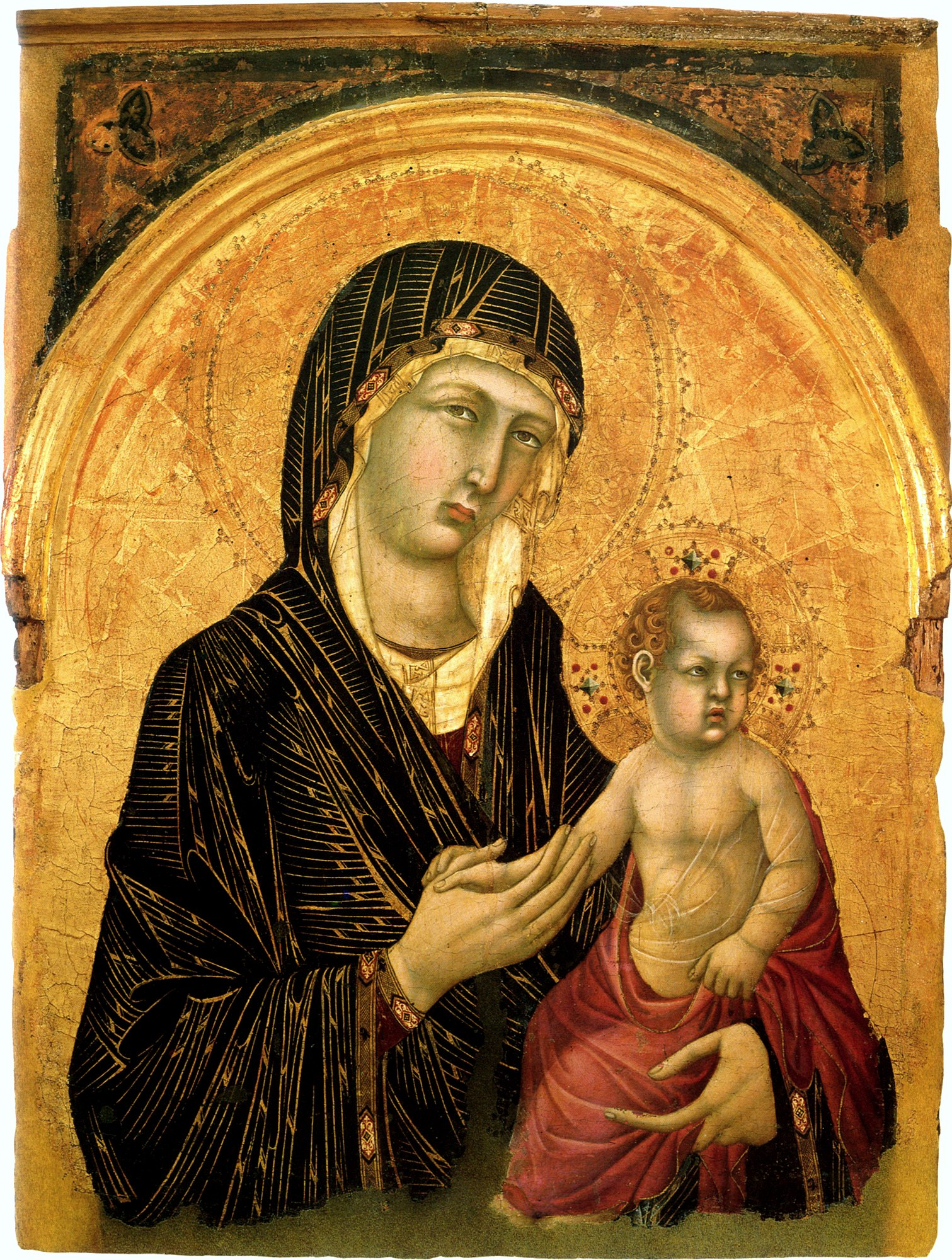
Madonna col Bambino n. 583, provenienza ignota, Pinacoteca Nazionale di Siena.
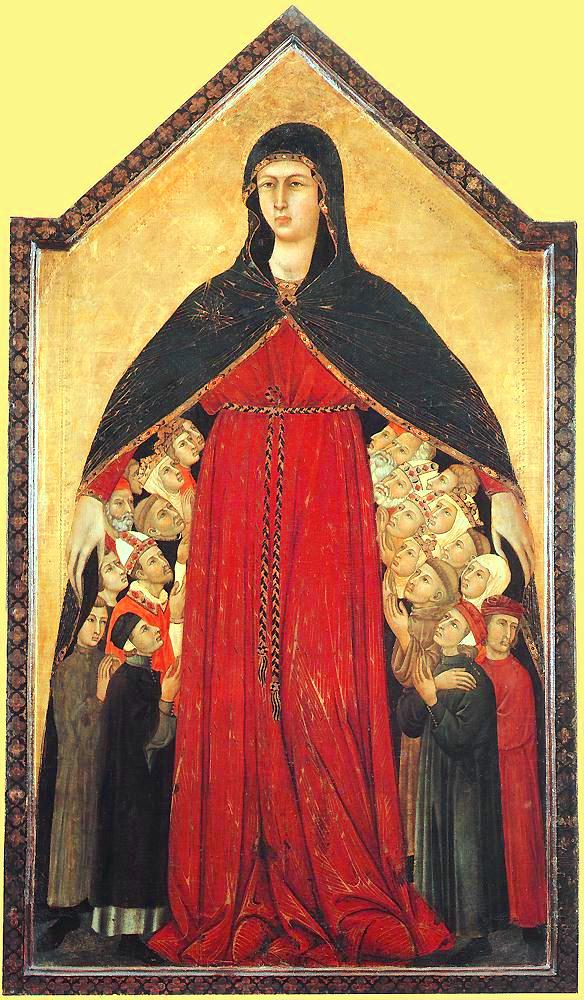
La Madonna della Misericordia, dalla chiesa di San Bartolomeo di Vertine (Chianti), Pinacoteca Nazionale di Siena.
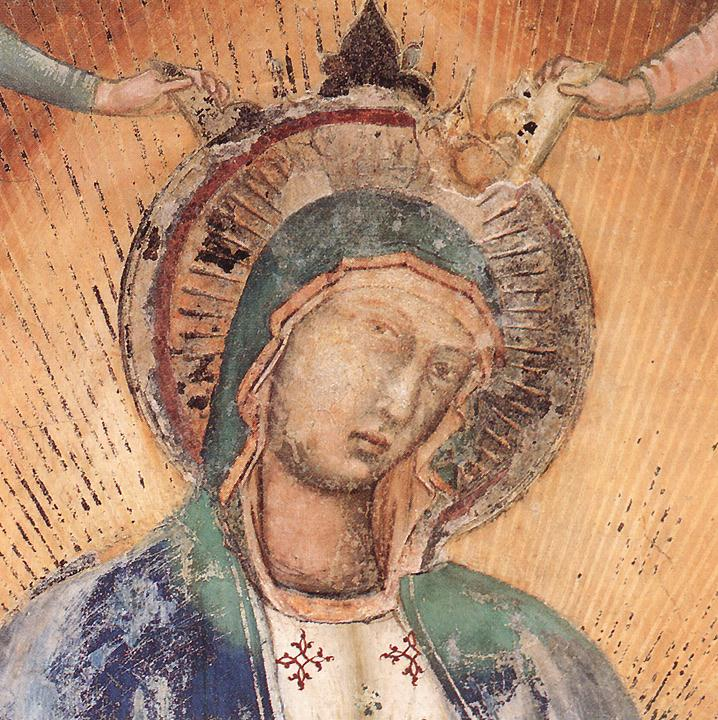
Madonna in gloria (particolare di Simone Martini), Chiesa di San Lorenzo al Ponte a San Gimignano.

### La Maestà del Palazzo Pubblico di Siena

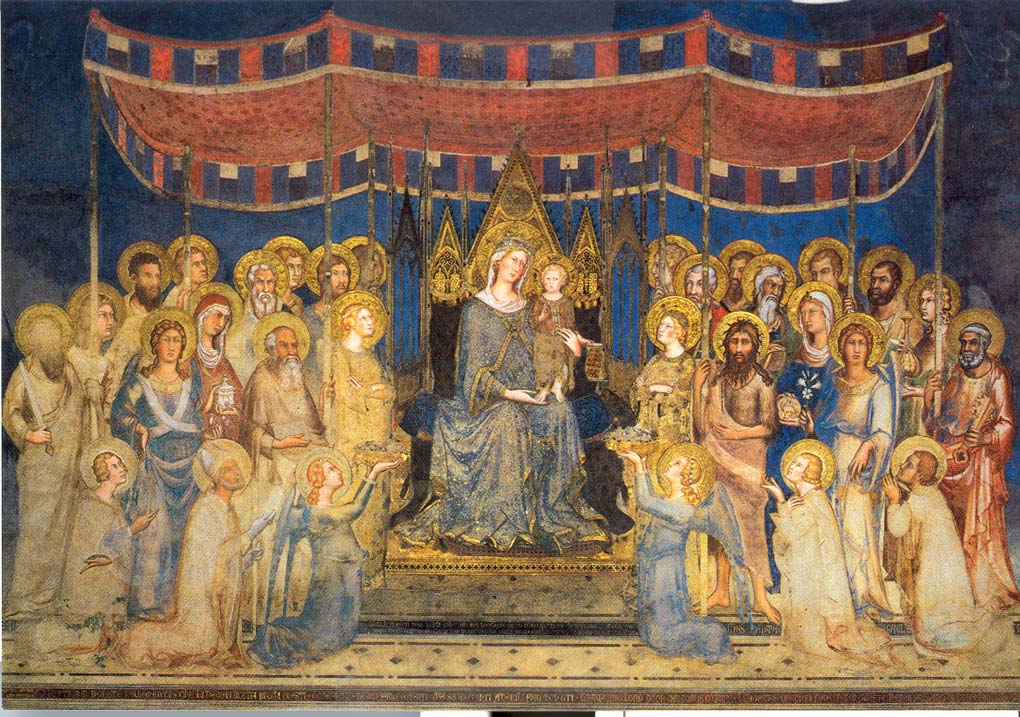
La Maestà, Palazzo Pubblico di Siena.

La prima opera datata di Simone Martini è la Maestà del Palazzo Pubblico di Siena, affresco dipinto nel 1312-1315 (ritoccato nel 1321) nella sala del Consiglio del Palazzo Pubblico di Siena, dove si trova tutt'oggi. Si tratta di un'opera di un pittore sicuramente già maturo e affermato, fosse solo per il prestigio di una commissione pubblica così importante.
Il grande affresco (970x763 cm) è una sorta di omaggio alla Maestà del Duomo di Siena di Duccio di Buoninsegna, dalla quale riprende l'impostazione (Maria e il Bambino al centro seduti su un trono, teoria simmetrica di santi ai due lati con in primo piano i protettori della città), l'uso di una fonte di luce unica per la resa dei chiaroscuri, "l'uso di una prospettiva diretta piuttosto che inversa, e l'angolazione variabile con cui sono rappresentati i personaggi (da frontali ad altamente profilati), caratteristiche queste ultime che Duccio stesso aveva ripreso da Giotto". Anche il realismo figurativo e persino le fisionomie di molti santi rimandano all'opera di Duccio.
Tuttavia in quest'opera Simone mostra di differenziarsi in maniera decisa dalla pittura a lui precedente. La Madonna è più austera, aristocraticamente distaccata e non guarda lo spettatore. Tutti i volti hanno un realismo mai visto prima, da quello di Maria a quello dei santi anziani. Le dita delle mani sono differenziate ingentilendone il tocco. Le aureole sono rese in rilievo con la novità della punzonatura (stampigliatura di motivi a rilievo tramite la pressione di "punzoni"), che rimandano all'oreficeria senese del XIV secolo, uno dei campi artistici più vicini alla cultura gotica francese dell'epoca. Il trono è reso con le caratteristiche del gotico raggiante e anche il baldacchino da cerimonia rimanda a un gusto cortese di sapore transalpino. La gamma cromatica di Simone, affascinato dagli smalti e dalle oreficerie d'oltralpe, è più ampia e dotata di velature e passaggi più morbidi. Anche la disposizione dei santi non segue una successione paratattica come in Duccio, ma corre invece lungo delle linee diagonali parallele che convergono in profondità dando un'illusione spaziale in prospettiva di sapore giottesco. Del tutto assente è in Simone quell'horror vacui che sembra caratterizzare la Madonna duccesca: nella Maestà di palazzo pubblico ritroviamo altresì ampie porzioni di cielo azzurro. Diverso è anche il carattere delle due Maestà: eminentemente religiosa quella di Duccio, carica di significati morali e civici quella di Simone, commissionata dal governo dei Signori Nove in Siena.

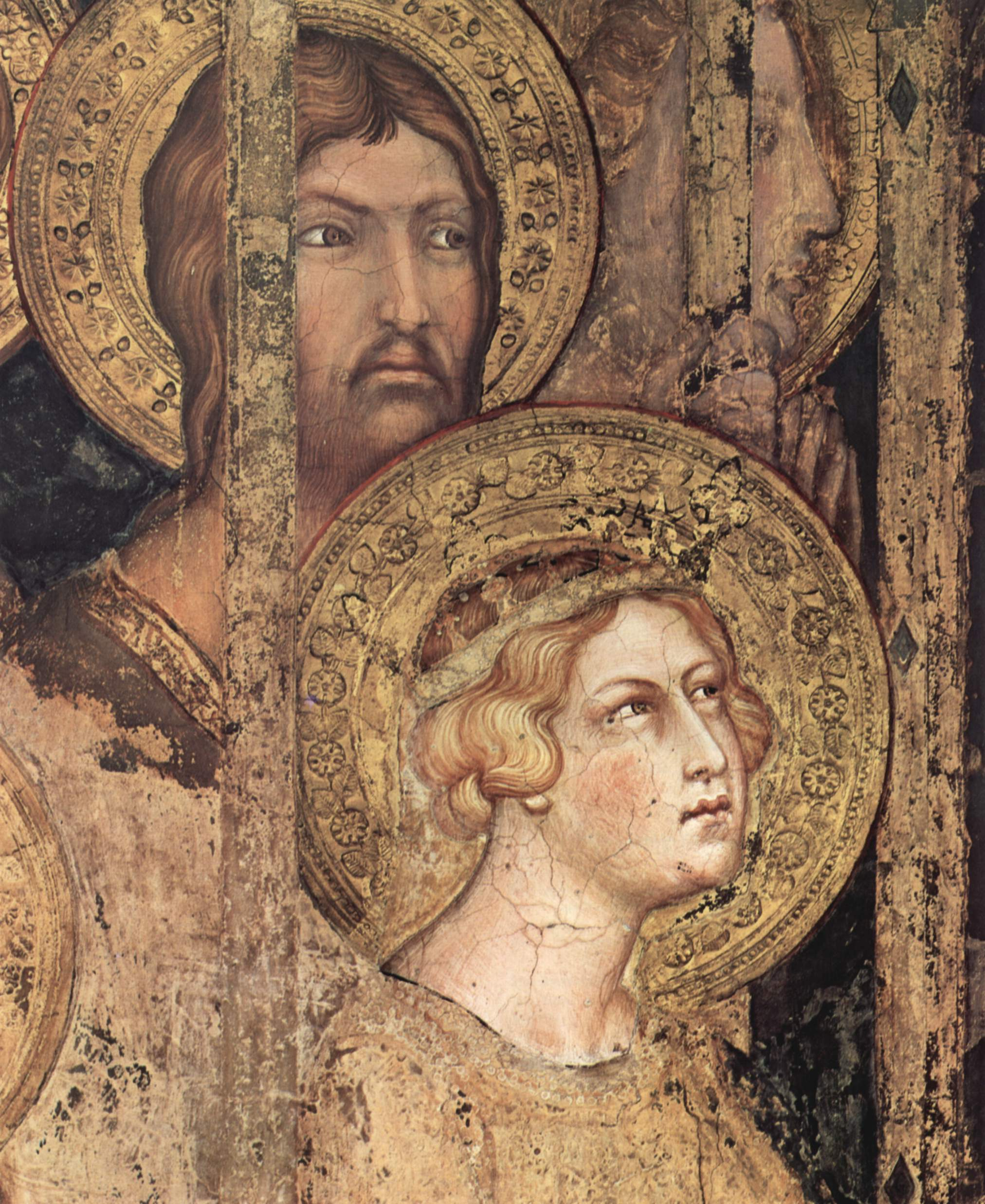
Maestà del Palazzo Pubblico di Siena, particolare.
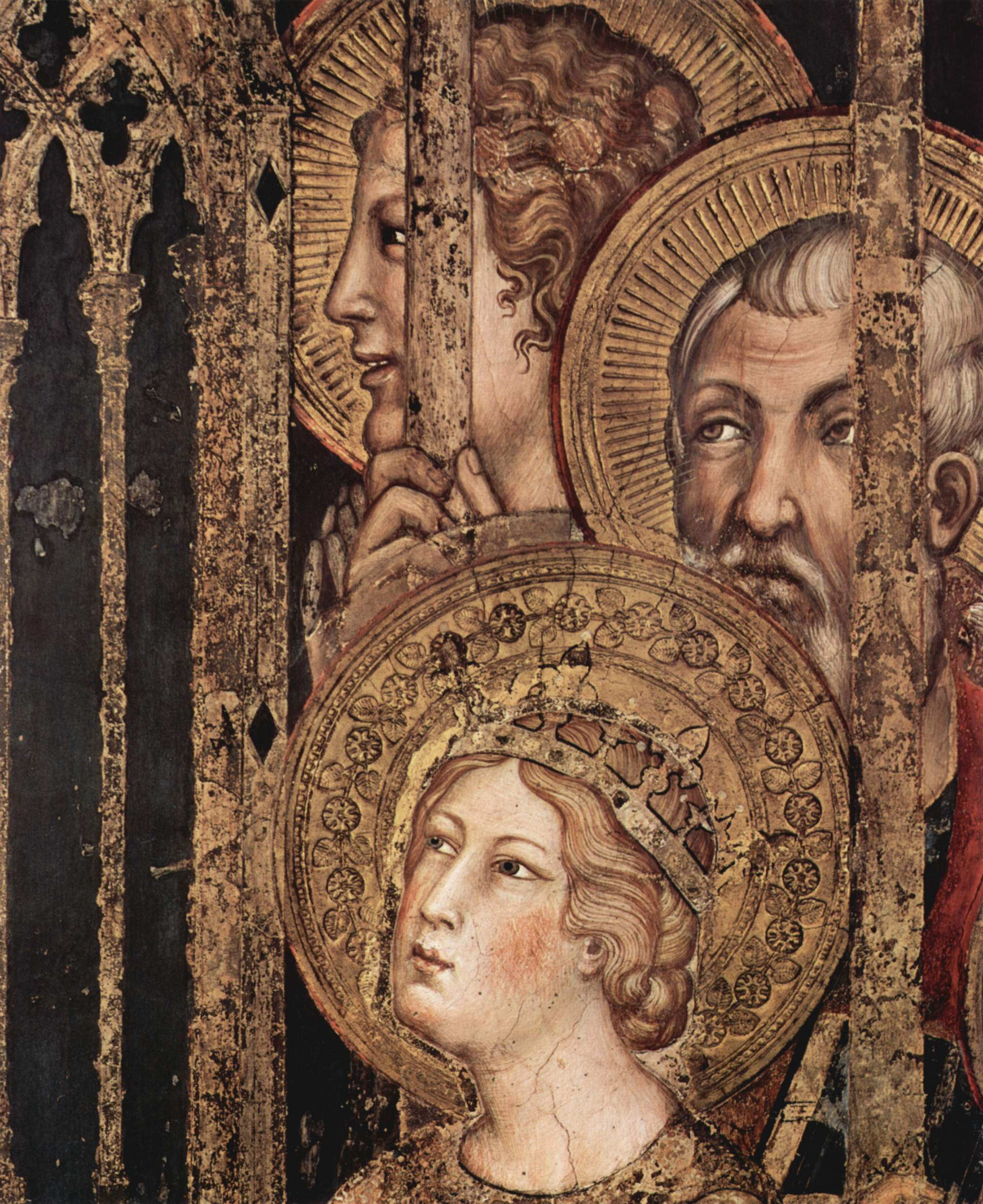
Maestà del Palazzo Pubblico di Siena, particolare.
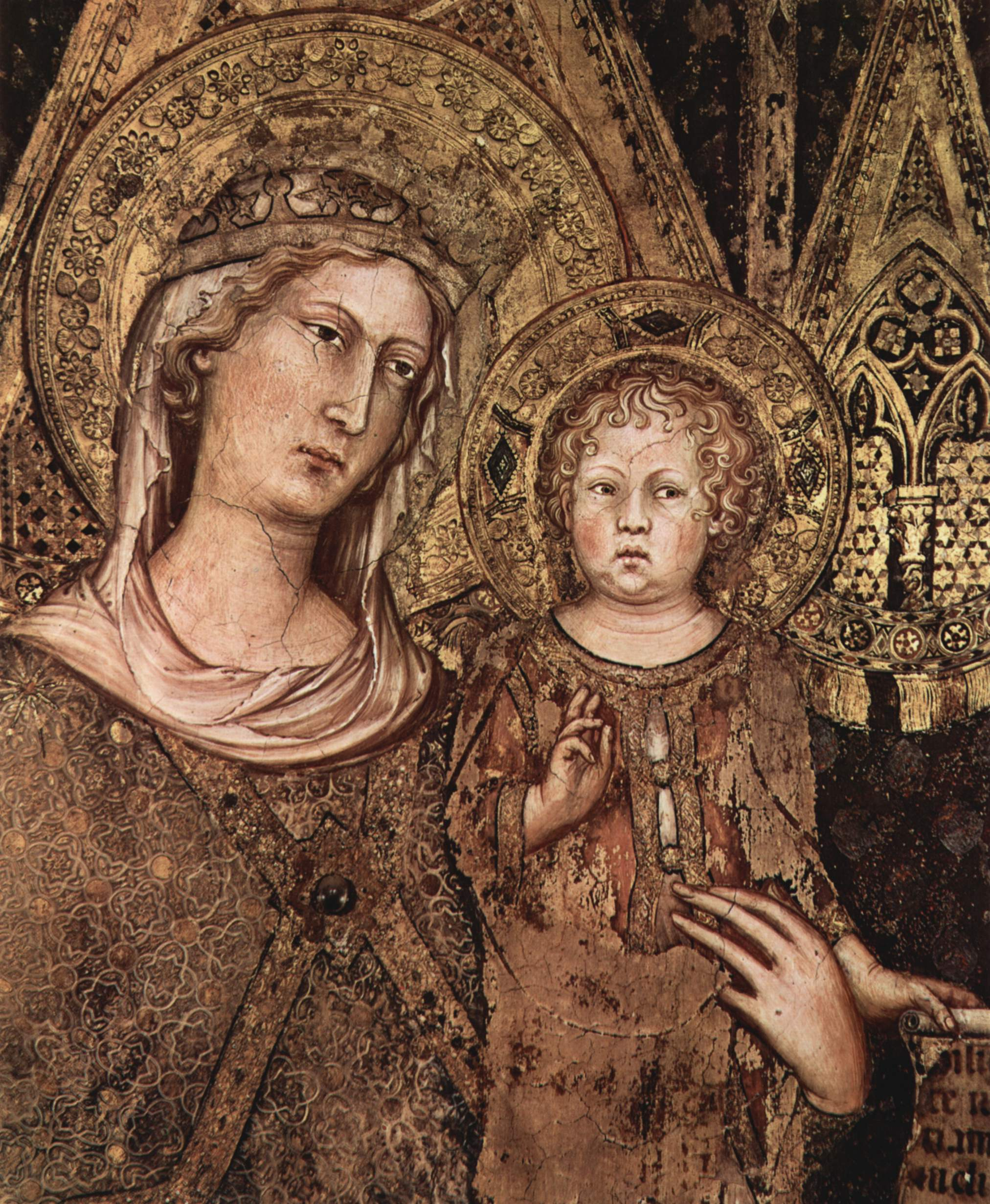
Maestà del Palazzo Pubblico di Siena, particolare.

### Le fasi di realizzazione della Maestà
La Maestà del Palazzo Pubblico di Siena è un'opera dalla complessità compositiva, tecnica e semantica incredibili. Simone Martini lavorò all'affresco in più fasi: iniziò presumibilmente nel 1312, continuò il lavoro fino a circa due terzi della superficie, salvo poi abbandonarla (molto probabilmente per recarsi ad Assisi, in cui attendeva la cappella di San Martino) per completare quindi la parte inferiore, oggi assai deteriorata a causa della tecnica adottata (principalmente pittura a secco) solo successivamente. L'opera è firmata da Simone nel giugno del 1315. È interessante notare, lungo la cornice illusionistica, il segno di ripresa del lavoro, caratterizzato dall'uso di punzoni differenti e da incongruenze nella resa dei modiglioncini, particolarmente evidenti, questi, nel lato destro.

Nel 1321 Simone è chiamato nuovamente a metter mano al proprio lavoro per la "raconciatura" di alcune porzioni d'affresco; vennero completamente rifatte in questo periodo le teste della Madonna, del Bambino, di sant'Orsola e Caterina d'Alessandria (immediatamente ai lati della Madonna), dei due angeli offerenti (in basso ai piedi del trono), dei santi Ansano e Crescenzio (il primo e terzo santo inginocchiati). In riferimento ai fatti avvenuti nel comune nel 1318 (rivolta dei carnaioli), si pose mano anche all'epigrafe immediatamente sotto il trono della Vergine, coprendo la scritta precedente, il cui messaggio venne affidato ai cartigli retti dai quattro Santi Avvocati della città.

### La cappella di San Martino nella basilica inferiore di San Francesco d'Assisi

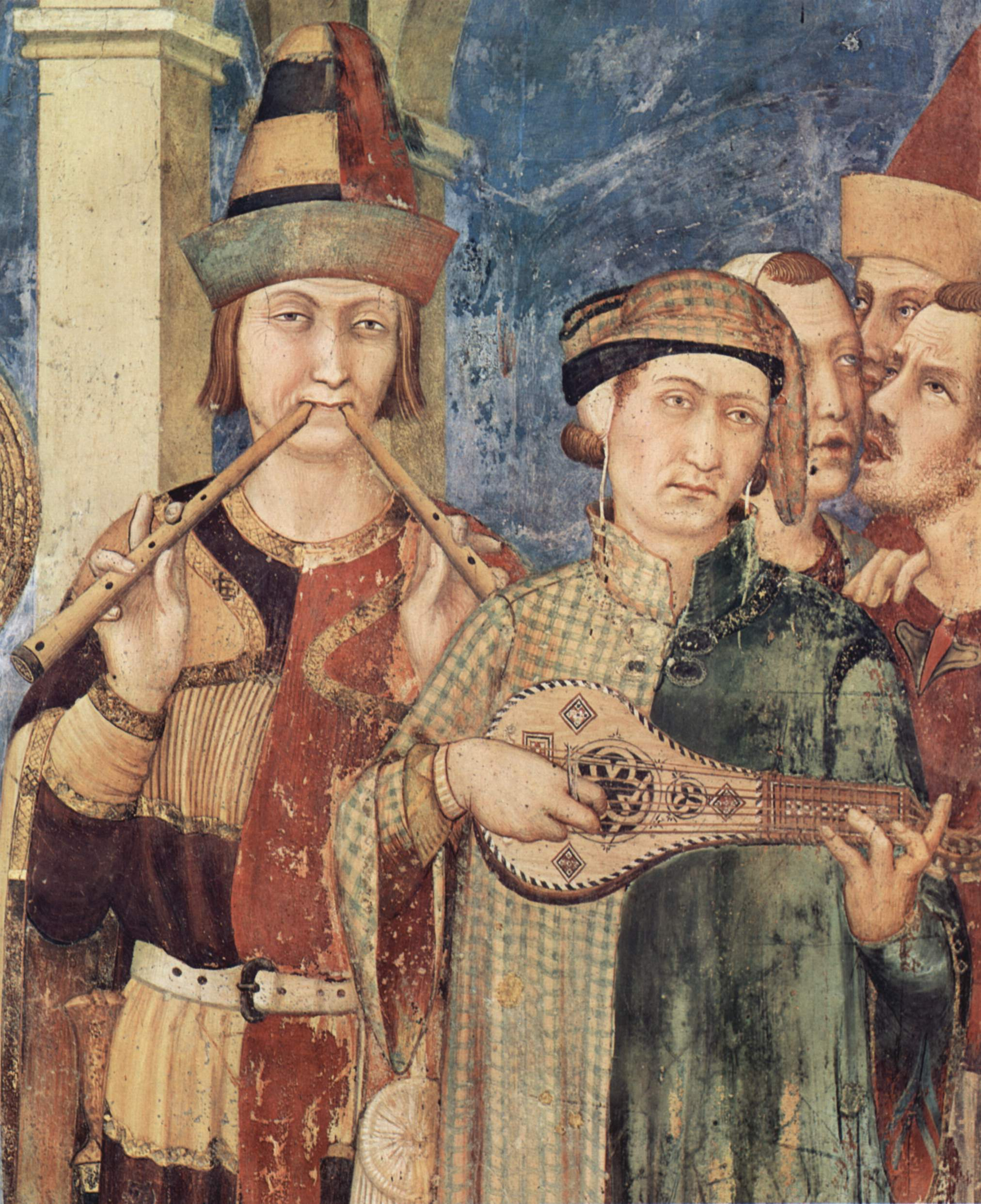
Investitura di San Martino (dettaglio dei musici), cappella di San Martino, basilica inferiore di san Francesco d'Assisi.

La cappella di San Martino nella Basilica inferiore di San Francesco d'Assisi fu affrescata in tre fasi, su un arco di tempo che va dal 1313 al 1318 circa. Nel 1312 il cardinale Gentile Partino da Montefiore, titolare di San Martino, si recò a Siena dove ebbe occasione di incontrare Simone Martini, commissionandogli l'affrescatura della cappella di San Martino, da lui voluta e fatta costruire. Simone Martini si recò ad Assisi quando i lavori della Maestà del Palazzo Pubblico di Siena erano già stati iniziati, ma non terminati. Intorno alla fine del 1314 ritornò a Siena, completò la Maestà firmandola nel giugno del 1315, e quindi tornò ad Assisi per riprendere i lavori della cappella di San Martino. Quindi interruppe di nuovo i lavori nel 1317 per recarsi a Napoli alla corte di Roberto d'Angiò (vedi sotto) e tornò infine ad Assisi per completare i lavori definitivamente nel 1318.
Il ciclo di affreschi descrive le Storie di Martino, vescovo di Tours. Sui lati delle tre vetrate sono riportati, da sinistra a destra, busti di santi cavalieri, santi vescovi e pontefici, e santi eremiti e fondatori di ordini. Sugli intradossi dell'arcone di ingresso sono riportati altri 8 santi a figura intera, questi ultimi realizzati durante l'ultima fase dei lavori, nel 1318.
Durante i lavori Simone Martini si poté confrontare con altri maestri fiorentini di scuola giottesca, Giotto compreso, allora attivi nel cantiere assisiate. Simone si aggiornò in alcuni elementi, quali la solida intelaiatura architettonica realistica e il gioco illusionistico di luci ed ombre con attenzione alle vere fonti di luce. Negli 8 santi a figura intera del 1318, gli ultimi dell'intero ciclo, è evidente anche l'acquisizione delle ricche volumetrie giottesche. Tuttavia Simone non si adeguò passivamente alla scuola fiorentina, anzi è chiara una divaricazione tra il suo modo di dipingere e quello giottesco a partire dallo stesso tema dei dipinti: non le storie di un santo popolare come san Francesco, ma un raffinato santo cavaliere, del quale Simone sottolineò alcuni aspetti cortesi della leggenda.
Per esempio nella famosa scena dell'Investitura di san Martino, l'azione è ambientata in un palazzo, con i musici di corte magnificamente abbigliati e con un servitore con tanto di falcone da caccia in mano. Il contesto di Simone è più fiabesco e assolutamente notevole è lo studio realistico dei costumi e delle pose; l'individuazione fisionomica nei volti (soprattutto in quelli naturalistici dei musici) non ha pari in tutta la pittura dell'epoca, Giotto compreso. Dopo la Maestà del Palazzo Pubblico di Siena, Simone si confermò come pittore laico, cortese, raffinato. Fu in questi anni che si concretizzò la sua capacità di ritrarre fisionomie naturali, gettando le basi per la nascita della ritrattistica. Simone Martini è uno dei maggiori rappresentanti del gotico cortese e la sua pittura aulica si richiama al mondo aristocratico-cavalleresco, mentre il realismo di Giotto si rifà alla cultura del mondo borghese-mercantile.

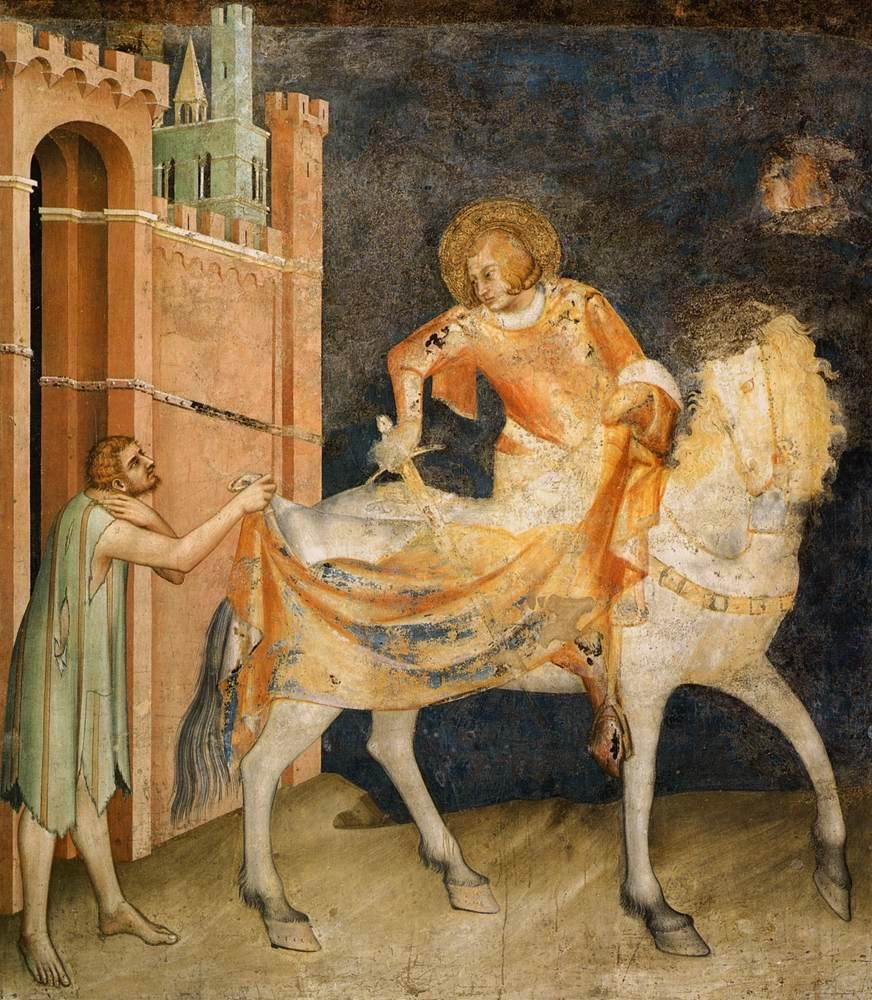
San Martino dona il mantello
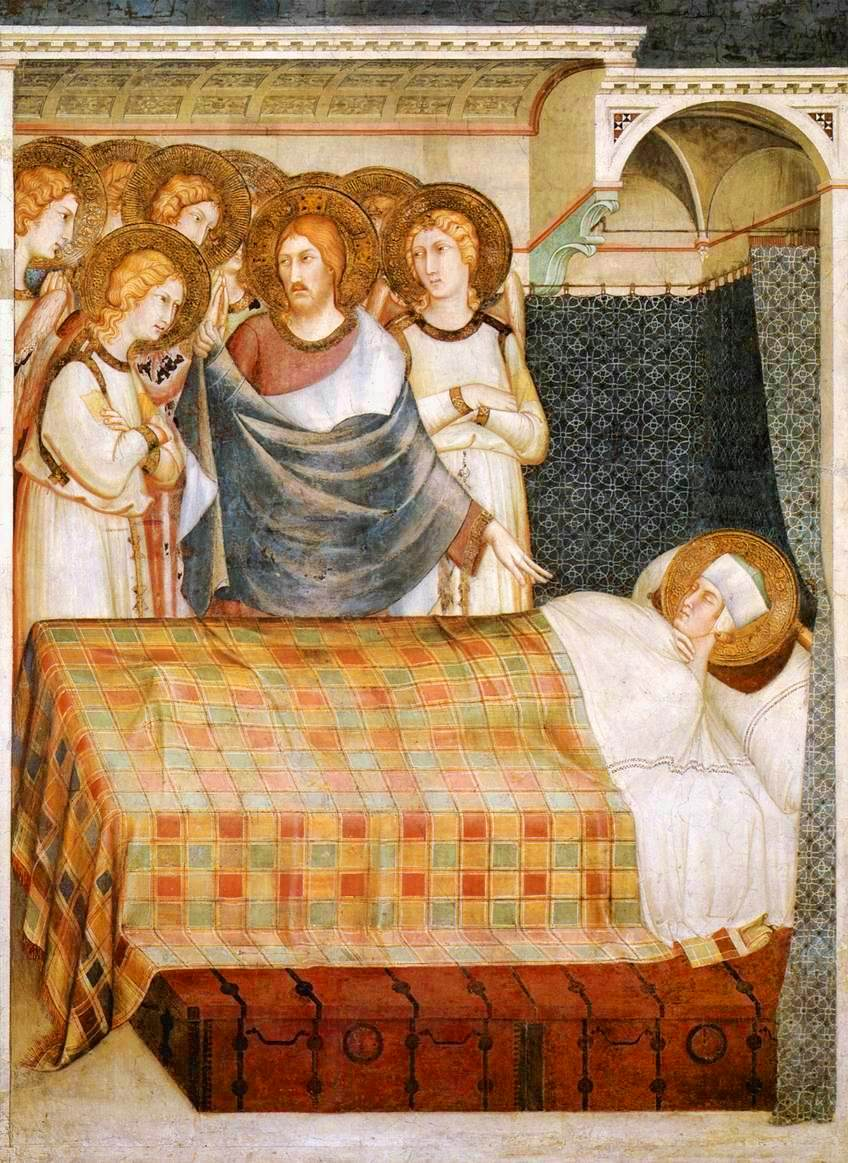
Sogno di san Martino
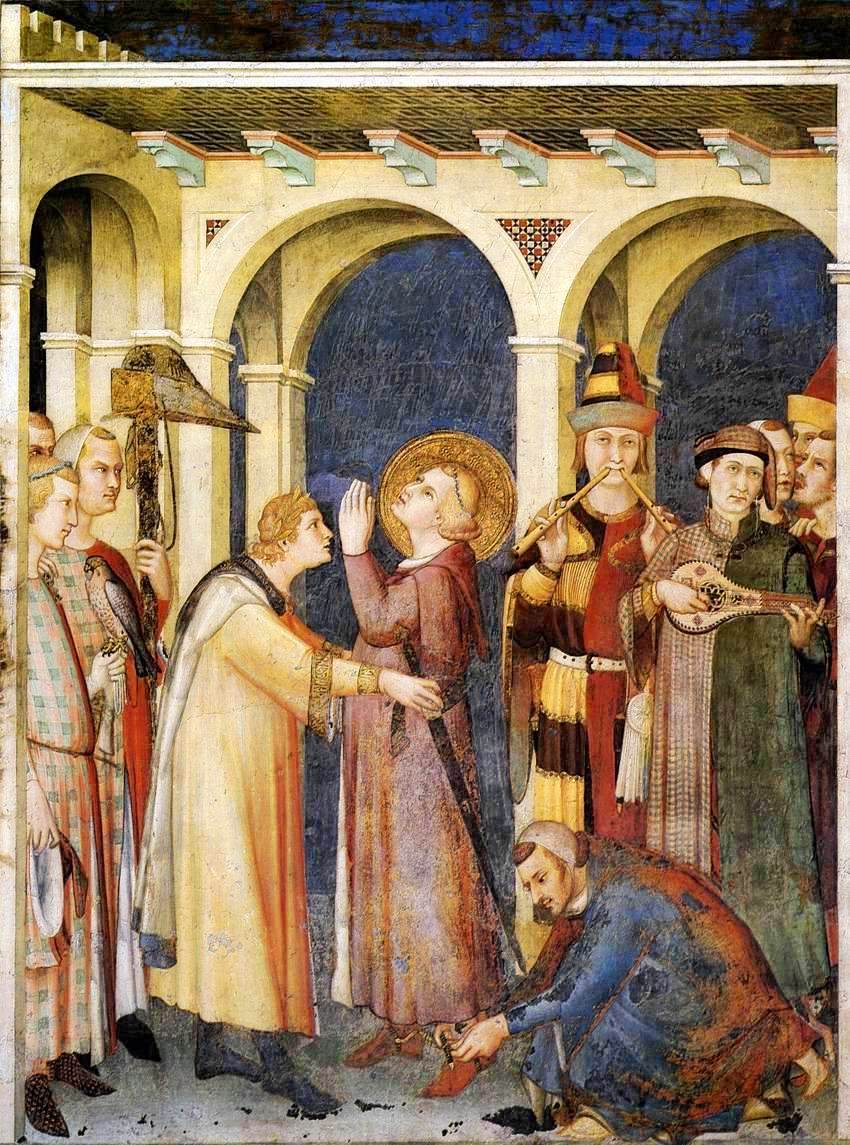
Investitura di san Martino
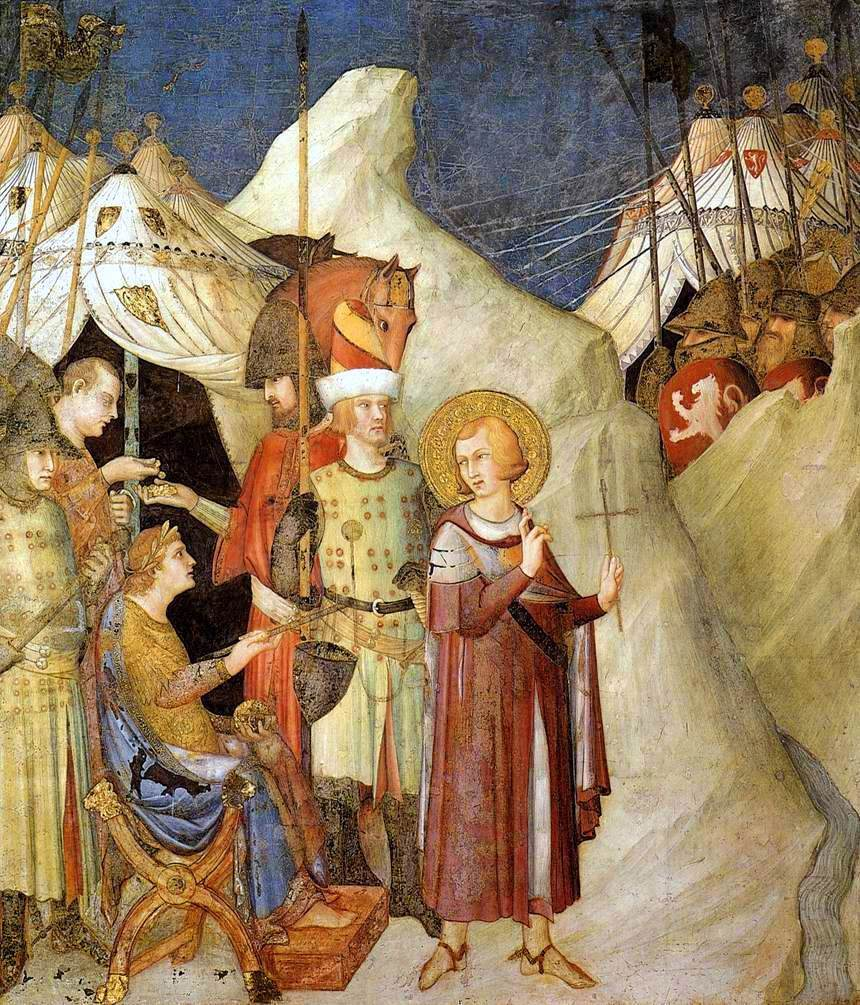
Rinuncia alle armi di san Martino
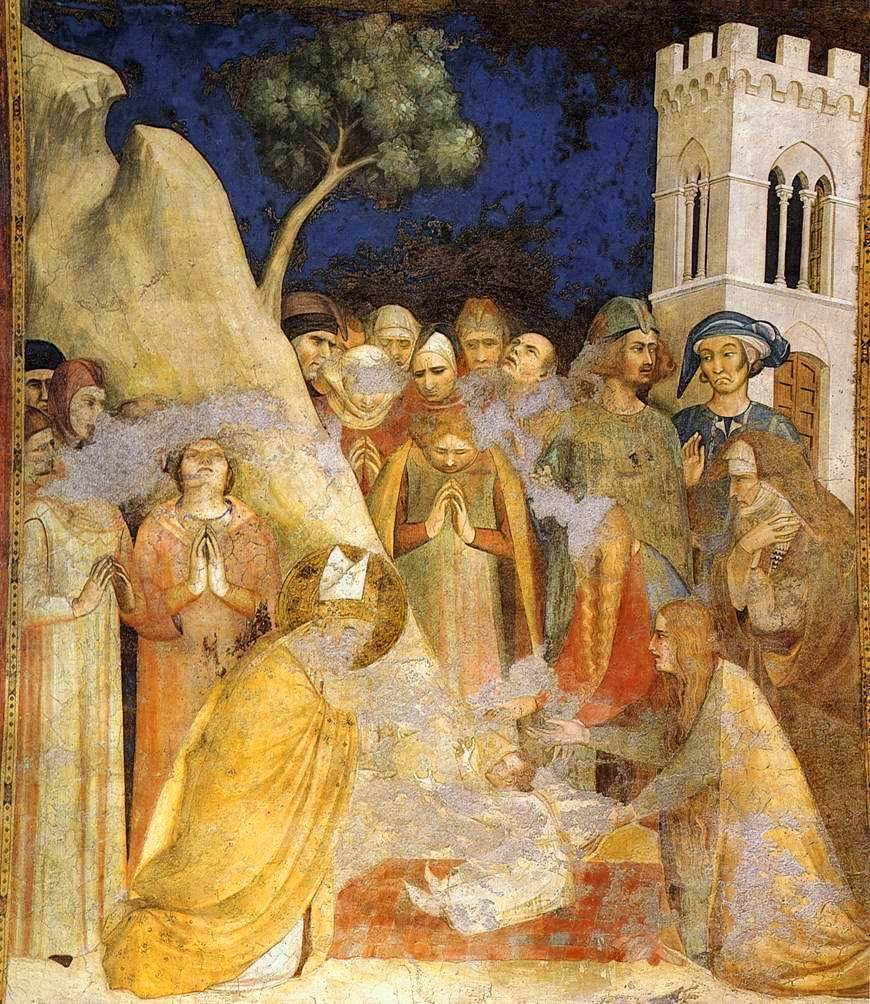
Miracolo del bambino resuscitato
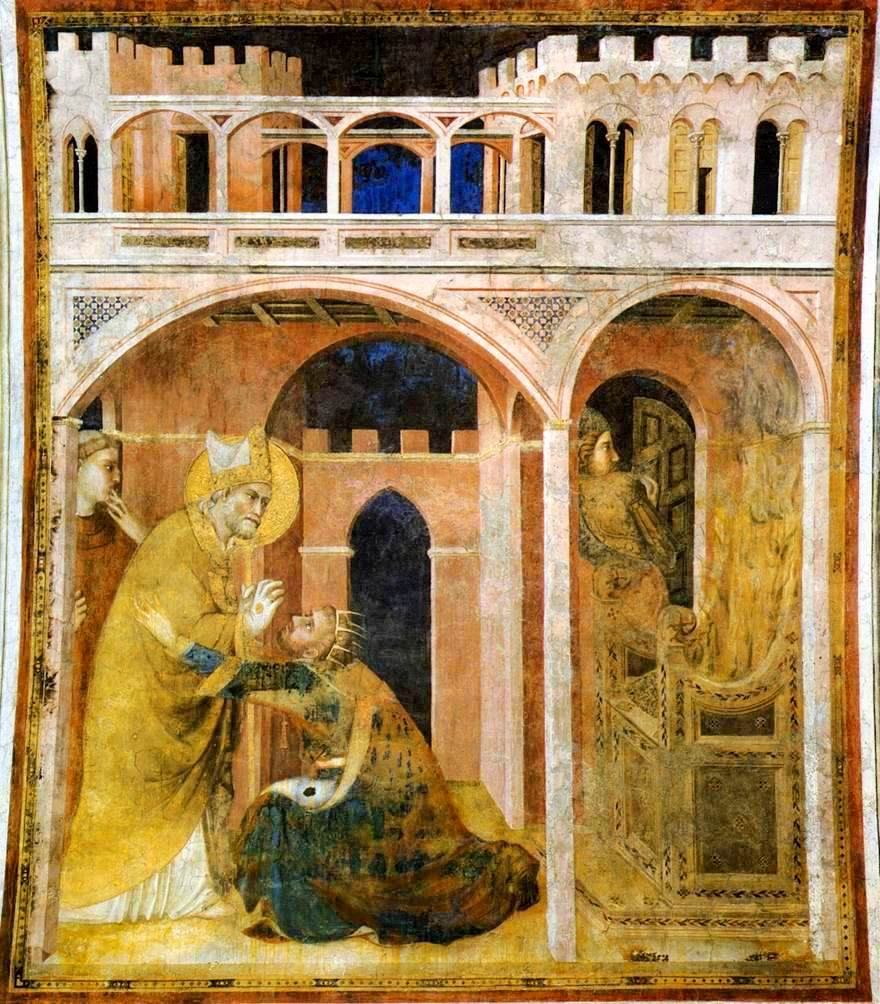
Miracolo del fuoco
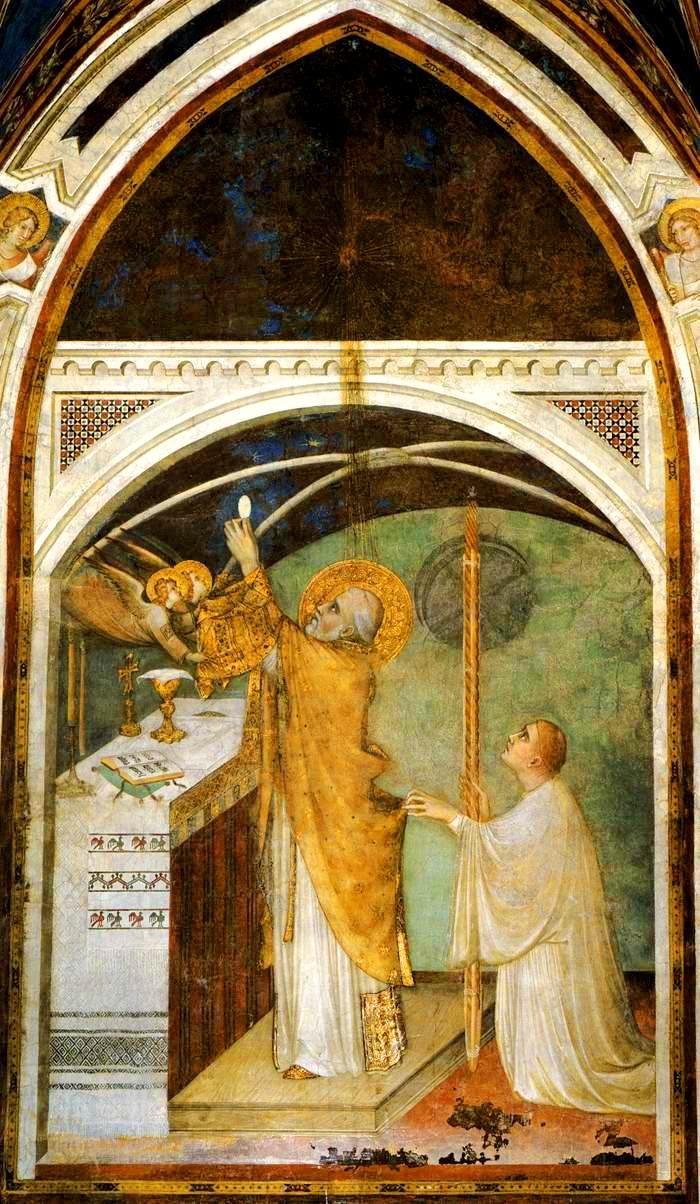
Messa miracolosa
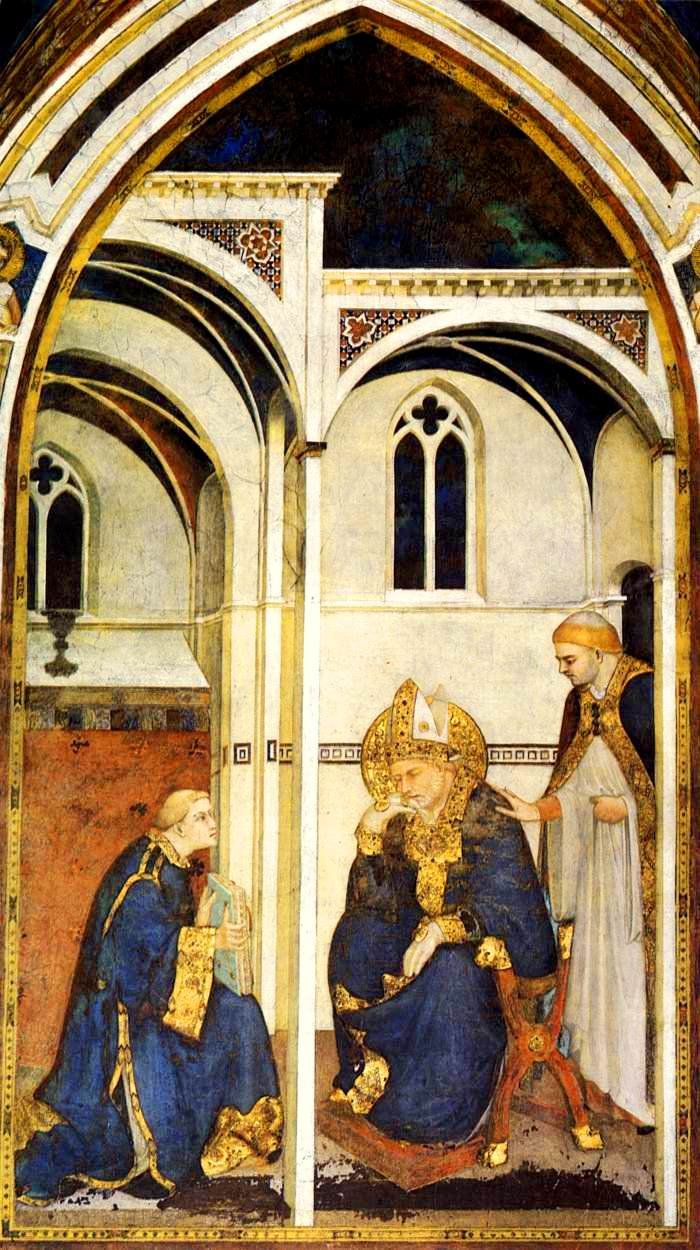
Sogno di sant'Ambrogio
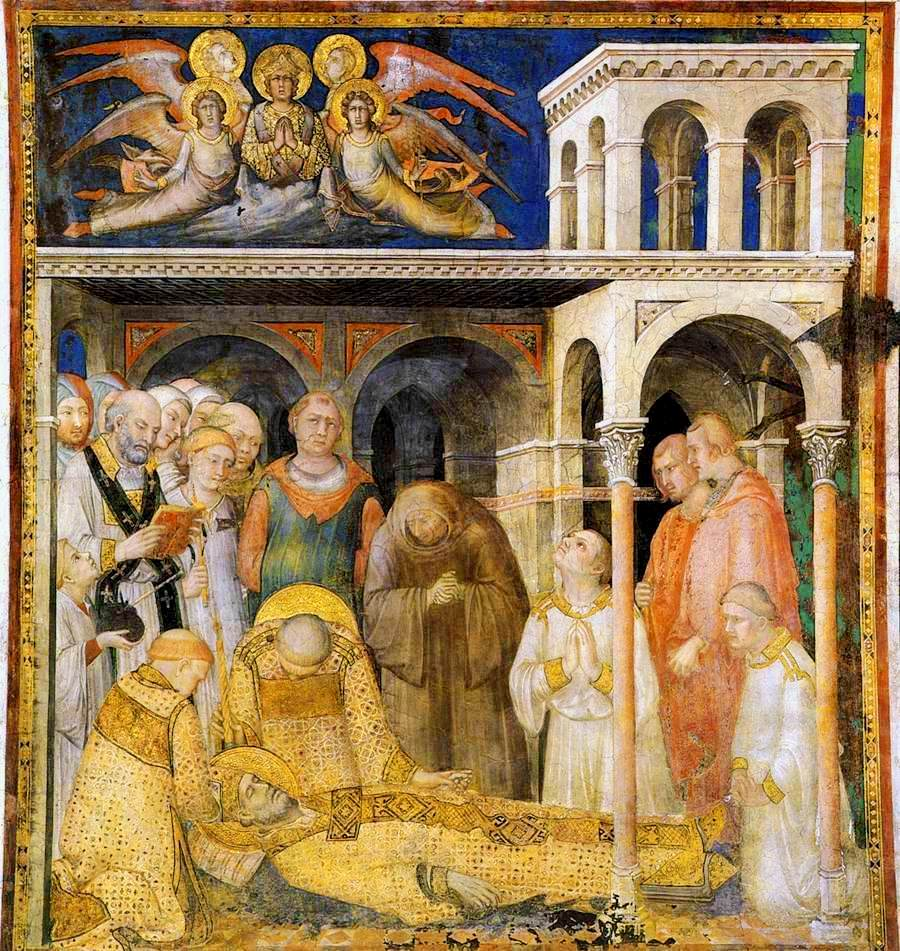
Morte di san Martino
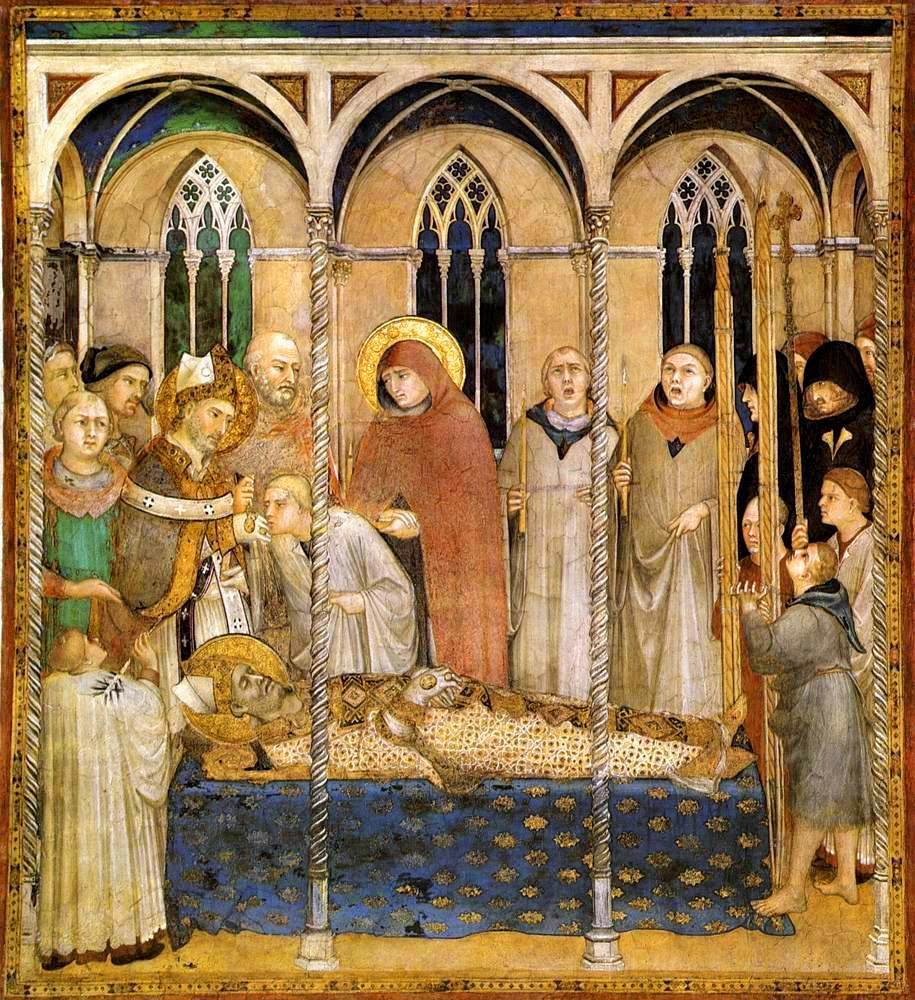
Funerali di san Martino
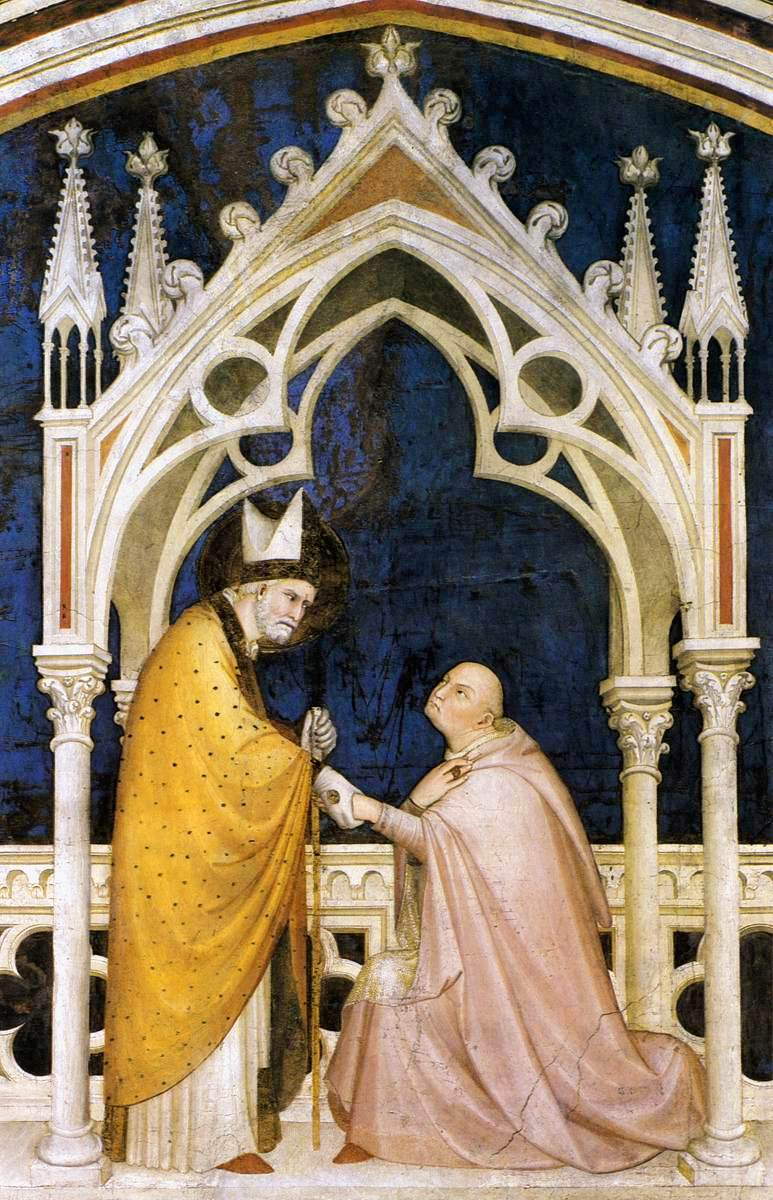
Consacrazione del cardinale Gentile Partino da Montefiore
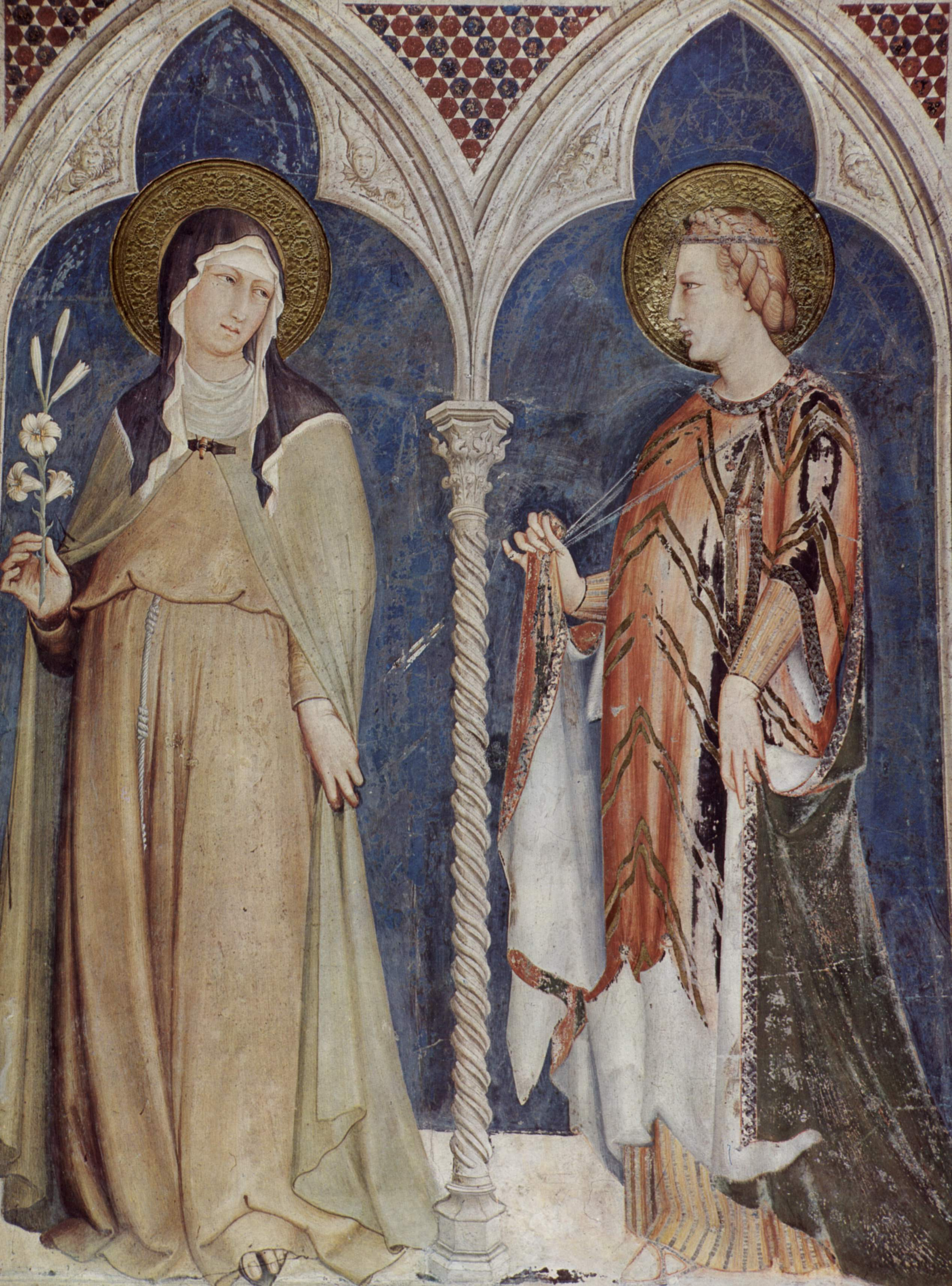
Santa Chiara e santa Elisabetta d'Ungheria

### Alla corte di Roberto d'Angiò

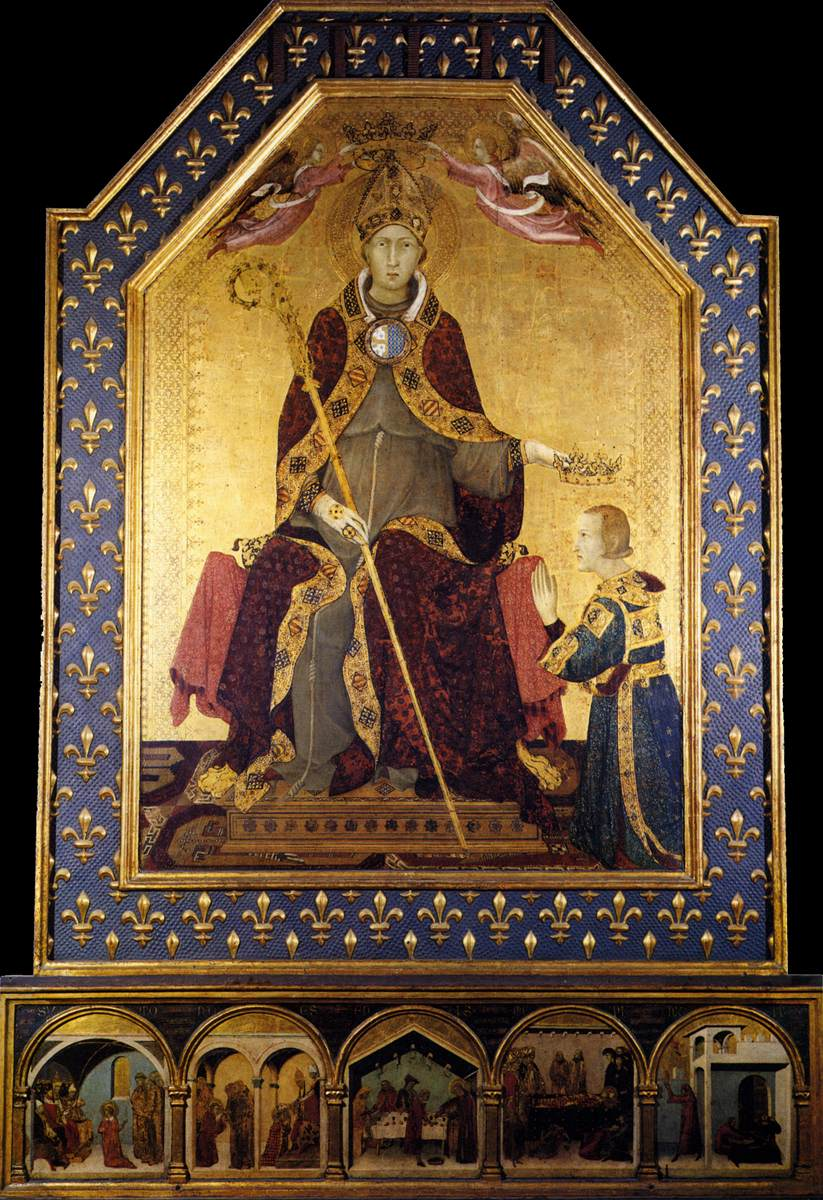
San Ludovico di Tolosa che incorona il fratello Roberto d'Angiò, tempera su tavola, 138x200 cm, dalla Basilica di san Lorenzo Maggiore, Napoli, Museo di Capodimonte, Napoli.

Nel luglio 1317 Simone venne chiamato a Napoli da Roberto d'Angiò, che gli commissionò una tavola celebrativa, San Ludovico di Tolosa che incorona il fratello Roberto d'Angiò, oggi conservato al Museo di Capodimonte a Napoli.
Questa opera è un'icona profana, la prima del genere in Italia, che segna un preciso tema politico del momento: proprio quell'anno Ludovico di Tolosa venne canonizzato; essendo egli stato fratello maggiore di Roberto, quindi destinato al trono di Napoli, Ludovico aveva abdicato in favore del fratello per dedicarsi a vita religiosa; ecco dunque che Roberto voleva con questo dipinto creare un manifesto politico che legittimasse il suo potere.
La pala ha anche un primato, cioè quello di essere il primo sicuro ritratto nella pittura italiana di un personaggio vivente (Roberto d'Angiò), mentre il primato assoluto spetta a una scultura, il Ritratto di Carlo I d'Angiò di Arnolfo di Cambio (1277).
Nella predella Simone dipinse cinque storie con ambientazioni in una prospettiva intuitiva di matrice giottesca, calcolata approssimativamente secondo il punto di vista di un osservatore che si ponga davanti in posizione centrale. Nei volti espressivi delle scene della predella, carichi di più intensità drammatica rispetto ad Assisi, troviamo un ulteriore avvicinamento al linguaggio giottesco.
Dopo la realizzazione di questa pala Simone tornò ad Assisi per terminare gli affreschi della Cappella di san Martino, in particolare dei santi a figura intera nell'intradosso dell'arcone centrale. Fu così che sostituì alcuni dei santi precedentemente dipinti o abbozzati con santi celebrati dagli Angiò, quali lo stesso san Ludovico di Tolosa, ma anche San Luigi di Francia, Santa Elisabetta d'Ungheria. Qui realizzò anche un affresco nel transetto destro della stessa basilica inferiore di San Francesco d'Assisi, raffigurante San Francesco, san Ludovico di Tolosa, sant'Elisabetta d'Ungheria, la beata Agnese di Boemia? e sant'Enrico d'Ungheria, tutti santi celebrati dalla casata degli Angiò. Un altro affresco nello stesso transetto destro e raffigurante la Madonna col Bambino e santi, da alcuni attribuito a Simone Martini, è invece di un pittore minore della sua cerchia.

### Ritorno in Toscana: la produzione dei polittici
Tornato in Toscana intorno al 1318, Simone Martini iniziò una lunga stagione in cui la sua principale produzione fu quella dei polittici. Ne dipinse almeno sei prima di tornare in pianta stabile a Siena nel 1325. Il primo polittico fu quello per la chiesa di Sant'Agostino a San Gimignano (Siena). Oggi il polittico è disperso in tre diversi musei, essendo lo scomparto centrale con la Madonna e il bambino conservato presso il Wallraf-Richartz Museum di Colonia in Germania, tre pannelli con Santi al Fitzwilliam Museum di Cambridge (UK) e il quinto con Santa Caterina in una collezione privata fiorentina. Il polittico fu eseguito intorno al 1318-1319 anche se per molti la data corretta è antecedente, prima del ritorno definitivo in Toscana (1316 ca.).
Simone Martini si recò quindi a Pisa dove dipinse un bellissimo polittico a sette scomparti, predella, fascia superiore e cuspidi per il convento domenicano di Santa Caterina d'Alessandria a Pisa. Il polittico fu terminato nel 1320 ed è oggi conservato nel Museo nazionale di San Matteo, sempre a Pisa.
Simone Martini eseguì quindi, tra il 1320 e il 1324 circa, almeno tre polittici per chiese di Orvieto. Il primo fu quello per la chiesa di Santa Maria dei Servi, di cui rimangono cinque dei sette pannelli, tutti in esposizione all'Isabella Stewart Gardner Museum di Boston. Fu quindi la volta di un polittico per la chiesa di san Francesco, di cui oggi rimangono solo lo scomparto centrale con la Madonna e il Bambino (Museo dell'opera del duomo di Orvieto) e una Santa Caterina alla National Gallery of Canada ad Ottawa. Molto bello è il polittico per la chiesa di San Domenico, composto probabilmente dopo la canonizzazione di san Tommaso d'Aquino, avvenuta nel 1323. Oggi tutti e cinque dei sette pannelli sopravvissuti si trovano al Museo dell'Opera del Duomo di Orvieto.
I tre polittici orvietani e i due precedenti di san Gimignano e Pisa mostrano lo stile maturo di Simone Martini, con una resa della volumetria e dei chiaroscuri decisamente influenzata da Giotto ed una resa figurativa cortese, gentile, aristocratica, propria di quest'artista. Le figure sono posate e delicate, persino nel tocco delle loro mani. i volti sono gentili e resi con una delicatezza pittorica e capacità che li rende assai naturali. Il tutto impreziosito da un'ornamentazione di sapore gotico.

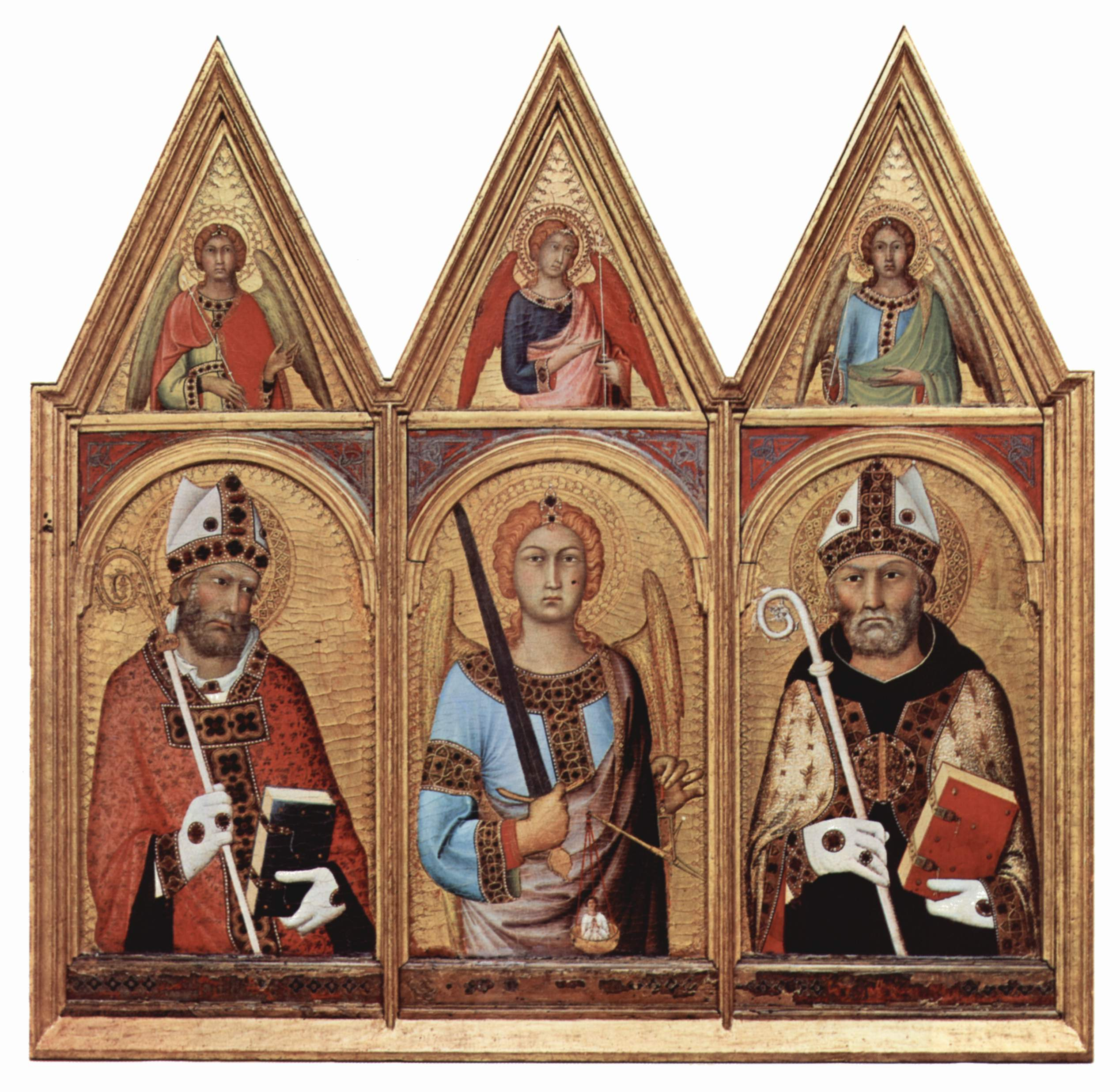
Tre scomparti del Polittico per la chiesa di Sant'Agostino a san Gimignano. Fitzwilliam Museum, Cambridge, Regno Unito.
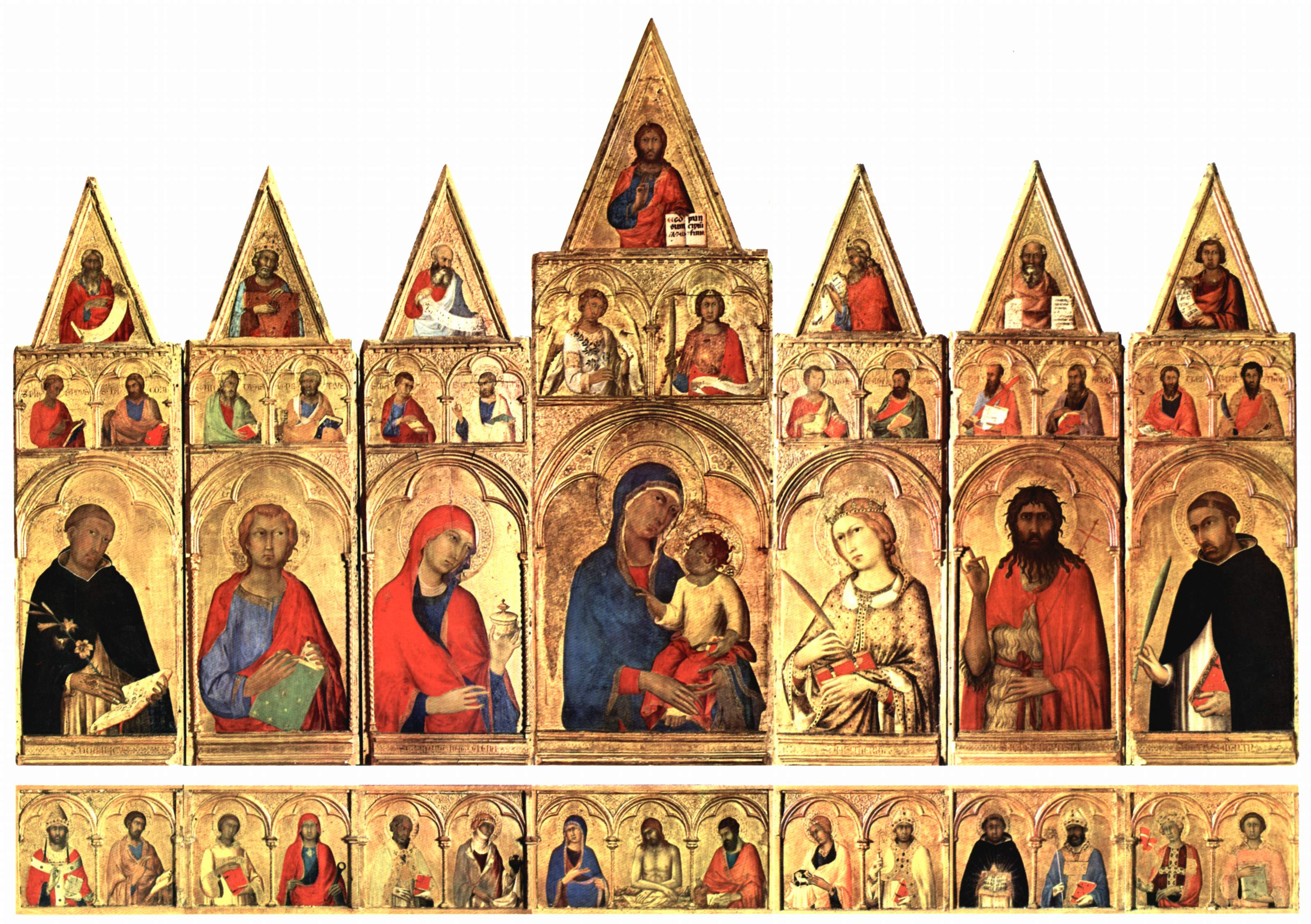
Polittico per il convento domenicano di Santa Caterina a Pisa. Museo nazionale di San Matteo a Pisa.
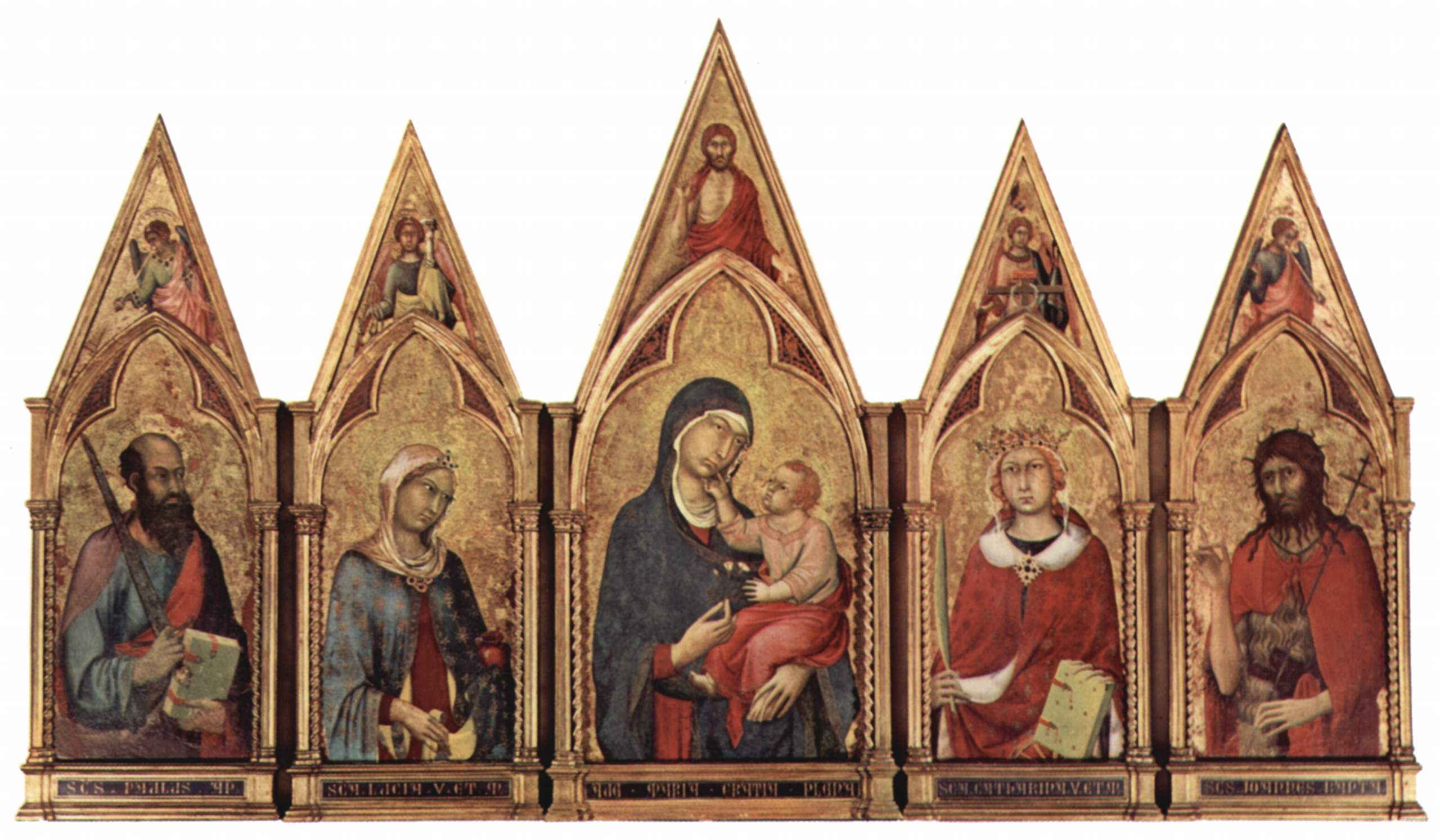
Polittico per il convento di Santa Maria dei Servi a Orvieto. Isabella Gardner Stewart Museum, Boston, Stati Uniti d'America.
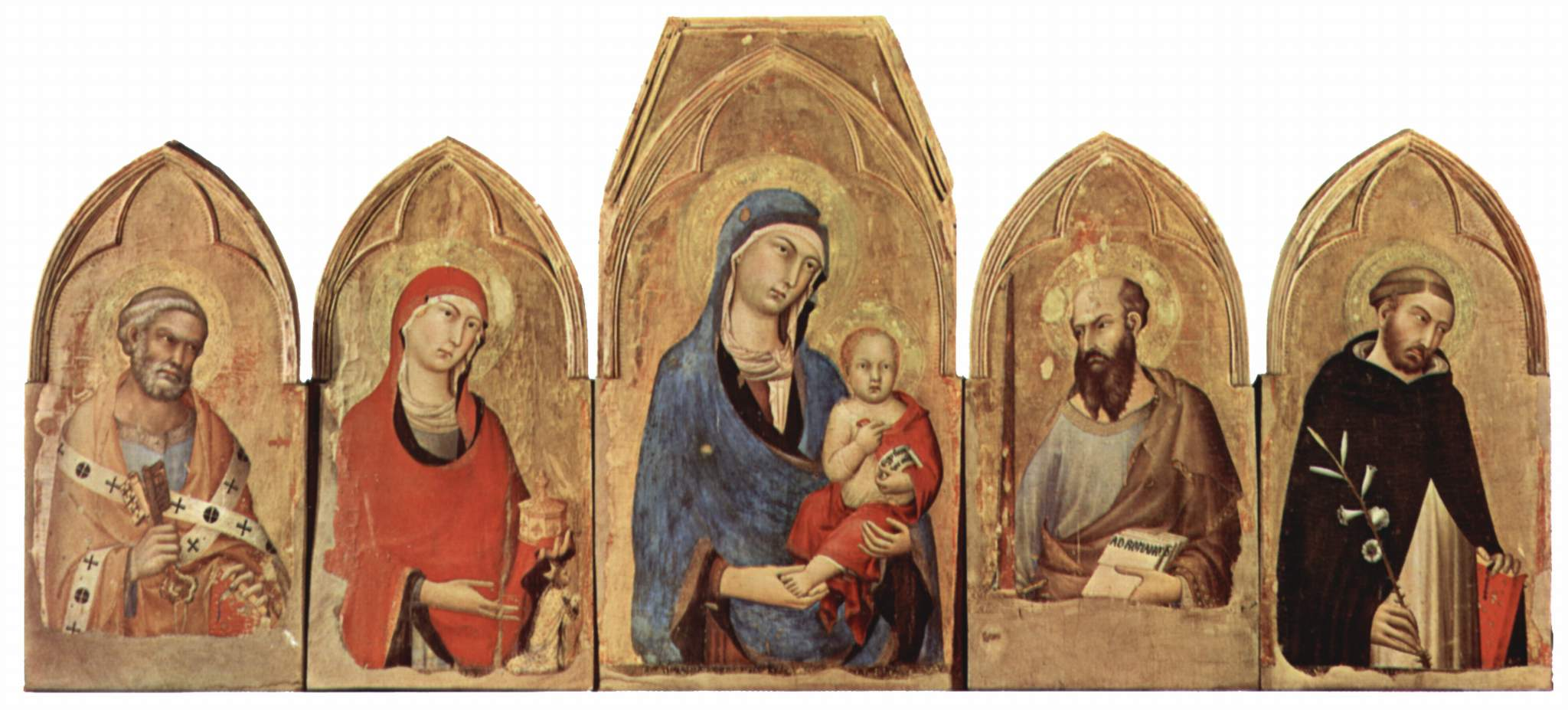
Polittico per il convento di San Domenico a Orvieto. Museo dell'Opera del Duomo di Orvieto.

A questo periodo risale anche una Madonna col Bambino proveniente dalla Pieve di San Giovanni Battista a Lucignano d'Arbia ed oggi in deposito alla Pinacoteca Nazionale di Siena, unico frammento di un supposto polittico. Invece, la tavola con la Madonna e il Bambino proveniente dalla chiesa di Santa Maria Maddalena di Castiglione d'Orcia ed esposta oggi al Museo Civico e di Arte Sacra di Montalcino, tradizionalmente attribuita a Simone Martini, è attualmente ritenuta opera di bottega.
Agli anni in cui l'artista operò soprattutto a Orvieto (1320-1324), risale anche una piccola tavola di devozione privata raffigurante San Giovanni Evangelista dolente, firmata e datata da Simone Martini nel 1320 ed oggi esposta al Barber Institute of Fine Arts di Birmingham, la raconciatura della Maestà del Palazzo Pubblico di Siena (1321) e un Crocifisso di ignota provenienza appeso oggi alla parete della Chiesa di Santa Maria al Prato di San Casciano in Val di Pesa. Alcuni critici vedono in quest'ultima opera il crocifisso richiesto all'artista, secondo la documentazione scritta, per il Palazzo Pubblico di Siena nel 1321-1322.

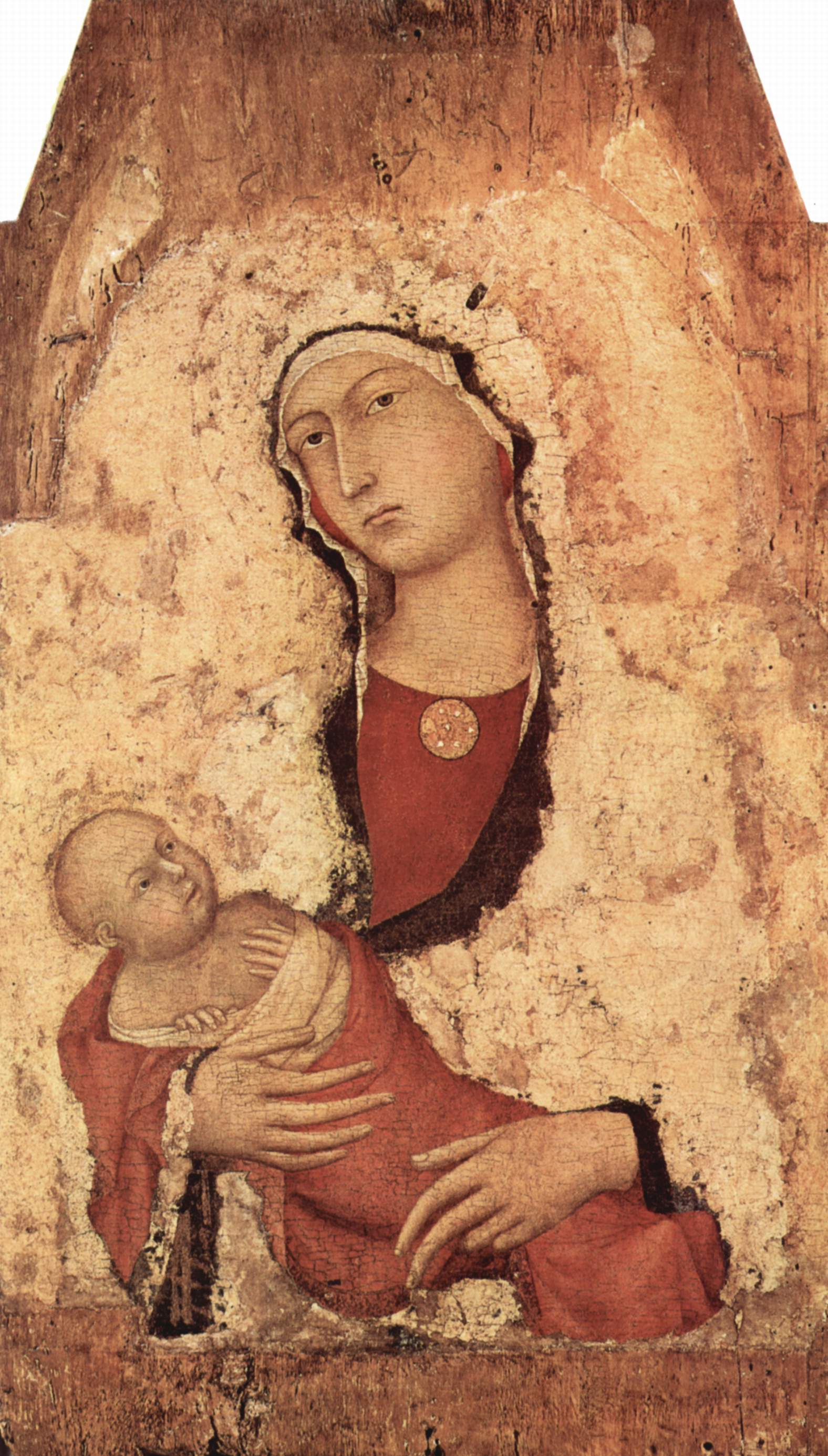
Madonna col bambino (scomparto di polittico) dalla Pieve di S. Giovanni Batt. di Lucignano d'Arbia. Pinacoteca Nazionale di Siena
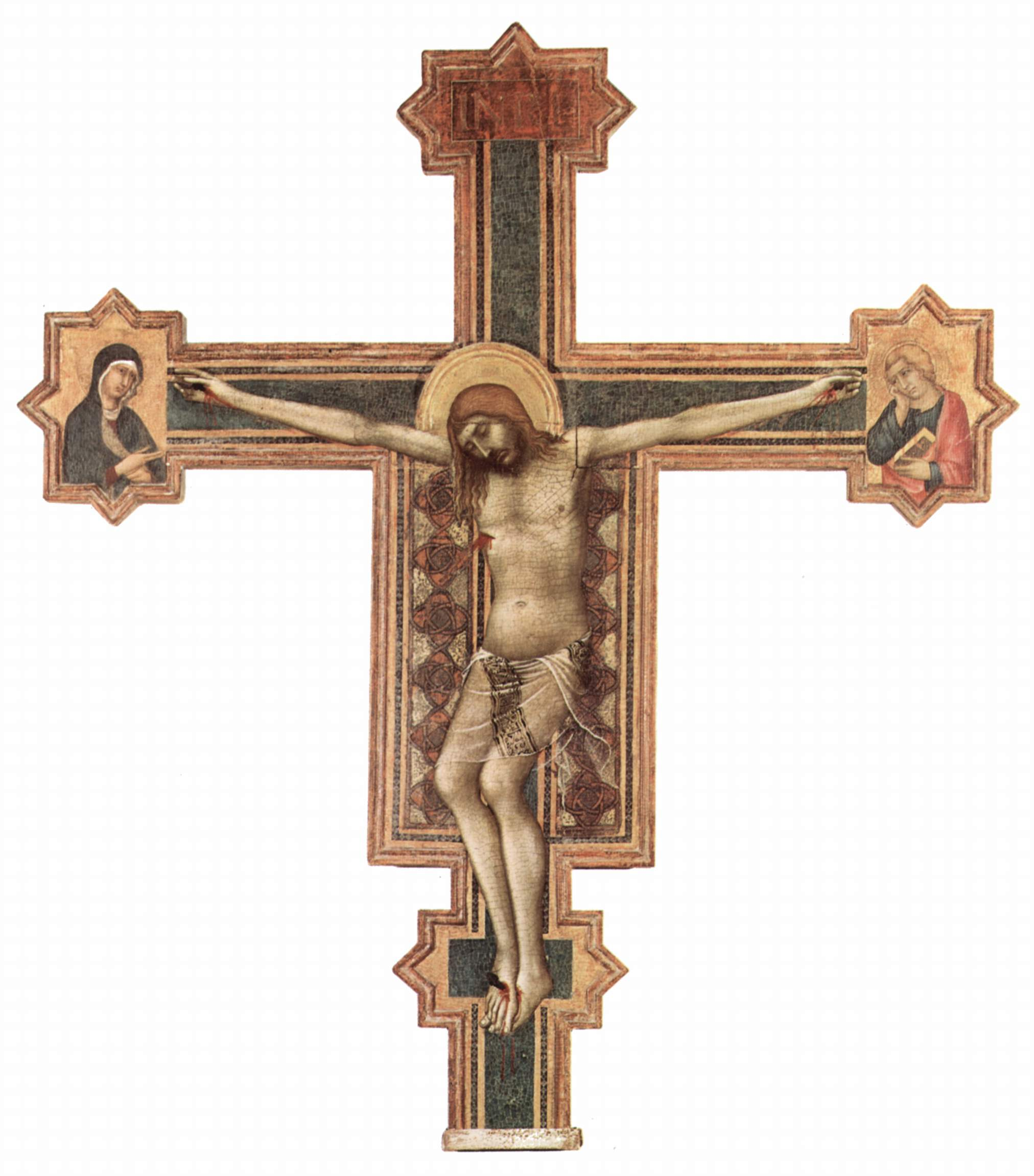
Crocifisso, dal Palazzo Pubblico di Siena (?), chiesa di S. Maria al Prato a San Casciano in val di Pesa

### In pianta stabile a Siena
Nel 1325 Simone Martini si era stabilito di nuovo a Siena e quello stesso anno sposò Giovanna Memmi, figlia del pittore Memmo di Filippuccio e sorella di due validi allievi e collaboratori di Simone, ovvero Federico e Lippo Memmi. Un documento del 1326 parla di un pagamento fatto a favore di Simone Martini per un polittico da “tenere” nel Palazzo del Capitano del Popolo di Siena. Secondo ricostruzioni recenti e in seguito al ritrovamento di ulteriori documenti scritti, l'opera in questione potrebbe essere un polittico portatile che soggiornò a lungo anche nel Palazzo Pubblico di Siena e per un breve periodo anche nel palazzo del Podestà, un polittico oggi disperso in vari musei e recante la Madonna col Bambino tra i santi Ansano, Pietro (a sinistra), Andrea e Luca Evangelista (a destra). I cinque scomparti si trovano oggi al Museo Thyssen-Bornemiza di Madrid (San Pietro), al J.P. Getty Museum di Los Angeles (San Luca) e al Metropolitan Museum of Art di New York (gli altri tre).
In un periodo imprecisato tra il 1324 e il 1329 Simone Martini realizzò anche la Pala d'altare raffigurante il Beato Agostino Novello e quattro suoi miracoli. La pala fu portata a compimento per l'altare laterale dedicato al Santo nella chiesa di Sant'Agostino, a Siena. Oggi si trova nella Pinacoteca Nazionale di Siena. Degna di nota è anche la tavola raffigurante San Ladislao d'Altomonte (1325-1330), di provenienza ignota e visibile oggi al Museo civico di Santa Maria della Consolazione di Altomonte (Cosenza).
In queste opere Simone Martini mantiene la delicatezza pittorica e la grazia e raffinatezza figurativa del periodo orvietano, affinando ulteriormente il naturalismo dei personaggi, come è evidente nelle figure del bambino e di San Luca Evangelista (prima opera), in quella del Beato Agostino Novello (seconda opera) e di San Ladislao (terza opera). Nelle scene dei quattro miracoli della seconda opera si può vedere anche il raggiungimento di una resa prospettica e volumetrica e di una capacità narrativa e resa drammatica delle scene e delle figure che evidenziano l'ulteriore progresso in direzione giottesca.

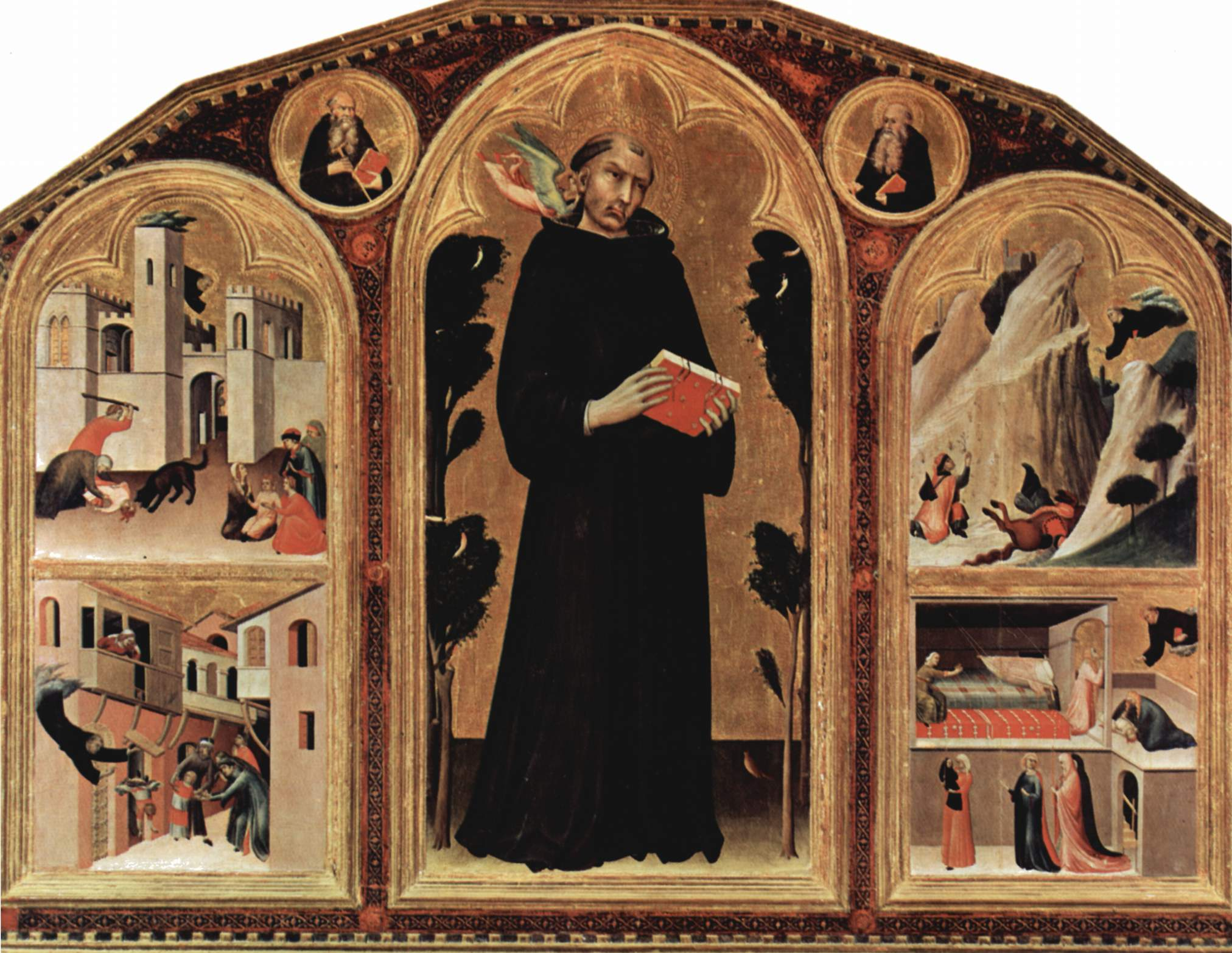
Beato Agostino Novello e quattro suoi miracoli, dalla chiesa di Sant'Agostino (Siena), Pinacoteca Nazionale di Siena
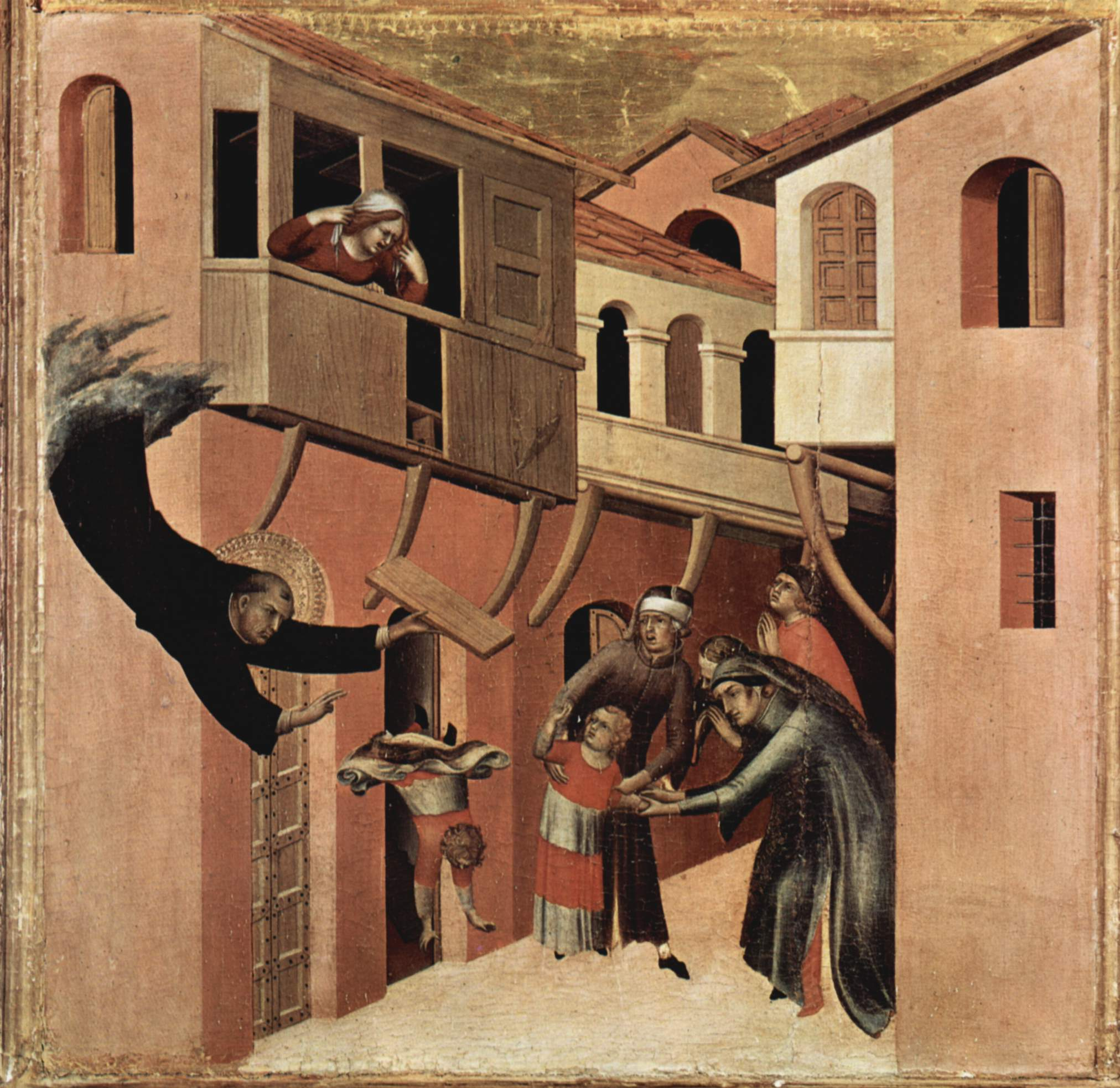
Dettaglio, il Salvataggio di un fanciullo
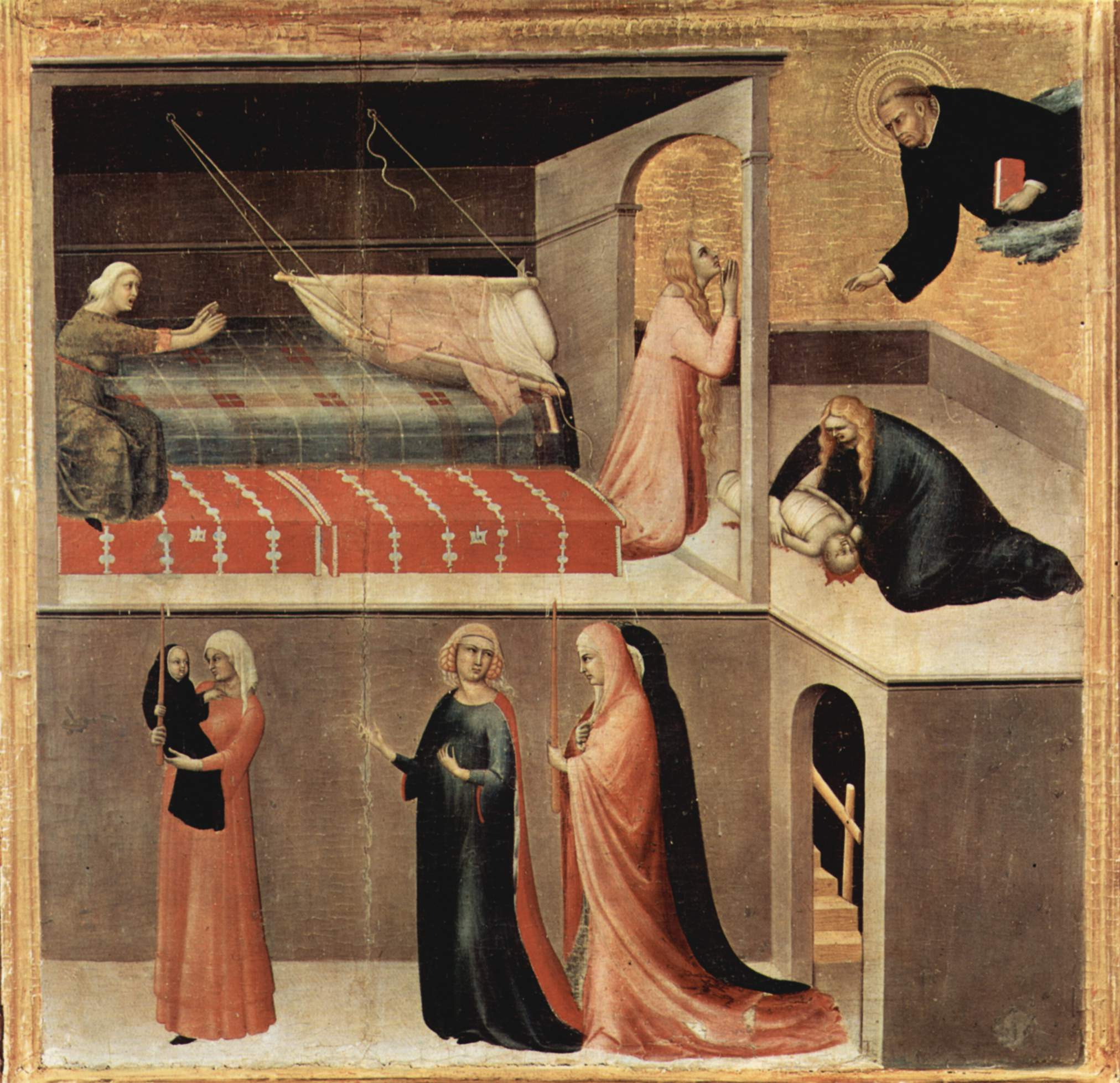
Dettaglio, Miracolo del bambino caduto dalla culla

### L'affresco di Guidoriccio da Fogliano
Nel 1330 Simone tornò a lavorare al Palazzo Pubblico di Siena, affrescando nella sala del Mappamondo, sul lato opposto alla Maestà di circa quindici anni prima, lo straordinario Guidoriccio da Fogliano all'assedio di Montemassi, per celebrare la presa dei castelli Sassoforte e Montemassi da parte del condottiero assoldato dai senesi.
In questa famosa opera in cui si mescolano un'ambientazione fiabesca con un acuto senso della realtà, il condottiero è una metafora della potenza senese, non un ritratto realistico, e il paesaggio circostante ha un valore simbolico, con elementi tipici della guerra (steccati, accampamenti militari, castelli), senza alcuna figura umana. La doppia valenza simbolica e di celebrazione individuale richiama alla pala di San Ludovico ed è un elemento che sembrerebbe suffragare l'autografia dell'opera a Simone Martini.
Esiste, nelle cronache senesi, un documento scritto che testimonia l'incarico a Simone Martini, da parte del Governo della città, di realizzare quest'opera. Secondo la documentazione scritta Simone fu anche incaricato, l'anno successivo, di rappresentare la conquista dei borghi di Castel del Piano e Arcidosso, e dopo la scoperta di un nuovo affresco nel 1980 si è aperta una controversia artistica sull'autenticità della tradizionale rappresentazione del Guidoriccio e sulla individuazione dei castelli conquistati, controversia conclusasi grazie ad Enzo Carli che riconobbe nella struttura alle spalle del Guidoriccio il battifolle, una struttura solo parzialmente in muratura, che venne costruita per l'assedio proprio di Montemassi.
Questo affresco continua a costituire oggi motivo di aspra polemica critica e storiografica, dopo che il ritrovamento del 1980, avvenuto nel sottostante intonaco, che pare rappresentare un'altra opera di alta qualità ugualmente attribuibile a Simone, ma di datazione successiva al 1330, ha creato non pochi problemi di datazione e attribuzione del soprastante Guidoriccio da Fogliano. Nel 2010 un antiquario palermitano è entrato in possesso di cinque pergamene, fino a quella data nascoste nella copertina di un libro, raffiguranti bozzetti dell'affresco del Guidoriccio. Le pergamene sono firmate da Francesco e Domenico d'Andrea e risalirebbero al 1440 circa. È quindi probabile che l'opera in questione sia un rifacimento quattrocentesco di un originale perduto di Simone Martini.

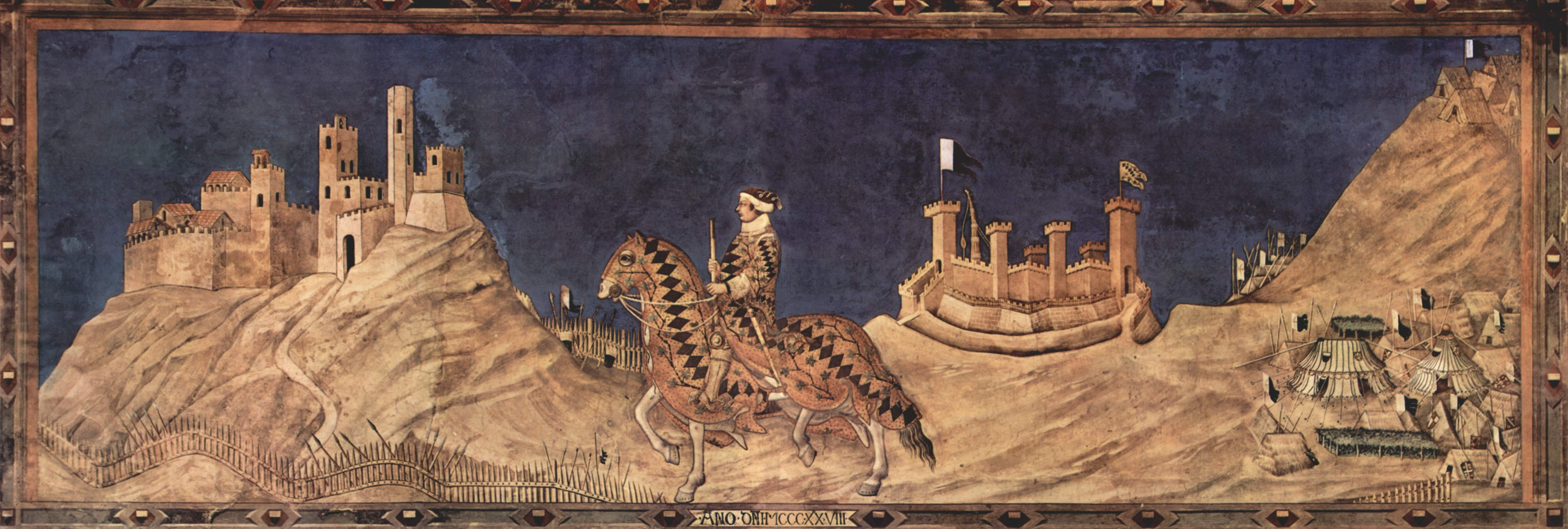
Guidoriccio da Fogliano all'assedio di Montemassi, affresco 968x340 cm, Sala del Consiglio, Palazzo Pubblico di Siena

### L'Annunciazione tra i santi Ansano e Margherita

Annunciazione tra i santi Ansano e Margherita, proveniente dal Duomo di Siena, Galleria degli Uffizi di Firenze, 305x265 cm.

L'ultima opera del periodo senese di Simone Martini è un vero e proprio capolavoro, la raffinatissima ed enigmatica Annunciazione tra i santi Ansano e Margherita, eseguita assieme al cognato Lippo Memmi nel 1333 per uno dei quattro altari della crociera del Duomo di Siena. La tavola, firmata e datata dai due autori, è oggi visibile agli Uffizi di Firenze.
È questa una delle opere più vicine al gotico transalpino e alle sue raffinatezze che l'Italia abbia conosciuto. L'immagine si svolge tutta in un raffinato gioco di linee sinuose in superficie (nonostante il suggerimento spaziale affidato al trono disposto obliquamente). La Vergine si ritrae chiudendosi il manto, in una posa che è in bilico tra paurosa castità e altera ritrosia. L'angelo ha un movimento slanciato, concentrato sul messaggio che sta consegnando alla Vergine. Al di là della bellezza dell'introspezione psicologica dei due personaggi, la tavola è impreziosita da particolari di rara bellezza, come il vaso dorato e i gigli che invadono il centro della scena, i ramoscelli di olivo tenuti in mano dall'angelo e sulla sua testa, la fantasia a quadri scozzesi del manto svolazzante dell'angelo, le penne di pavone sulle sue ali, il rovello gotico del manto dell'angelo e del bordo dorato di quello della Vergine. Lo spazio non è sviluppato in profondità come nel precedente tavola raffigurante i miracoli del Beato Agostino Novello, ma è come compresso nella terza dimensione, uno spazio alluso che è un nuovo elemento del linguaggio di quest'artista che svilupperà in maniera ancora più marcata nelle opere successive.
Un'opera del genere non ha modelli coevi in Italia, ma va semmai confrontata con i manoscritti miniati per la corte francese o con le pitture più fantasiose prodotte in Germania o in Inghilterra. Questa "maniera" nordeuropea spianò la strada per l'arruolamento di Simone nell'entourage dei pittori italiani alla corte papale di Avignone, dove erano presenti altri italiani, ma nessun fiorentino, in quanto la classica monumentalità di scuola giottesca non trovava consensi nella gotica società francese. E infatti pochi anni dopo, tra il 1335 e il 1336, Simone lasciò la natia Siena alla volta della corte papale di Avignone.

### Il trasferimento ad Avignone: Il Polittico Orsini
Poco dopo aver eseguito quest'opera infatti, tra il 1335 e il 1336, Simone partì per Avignone, alla corte di Benedetto XII. Una delle prime opere del periodo avignonese fu il Polittico Orsini (detto anche Polittichetto Orsini), anche se rimangono dubbi sul fatto che si tratti piuttosto di una delle ultime opere del periodo senese, realizzata dopo l'Annunciazione del 1333. Il Polittico Portatile Orsini è un oggetto di devozione privata commissionato da un membro della famiglia Orsini (con ogni probabilità il Cardinale Napoleone Orsini, che infatti si trovava ad Avignone in quegli anni). Consta di otto pannelli. Due recano lo stemma della famiglia Orsini, altri due recano Gabriele Arcangelo Annunciante e la Vergine Annunciata, mentre gli altri quattro raffigurano scene della Passione di Cristo, esattamente il Calvario, la Crocifissione, la Deposizione dalla Croce e la Sepoltura. I pannelli si trovano oggi dispersi in tre diversi musei.
Le scene si articolano su uno spazio compresso in profondità, che si sviluppa in verticale ancor più che nella precedente Annunciazione del 1333 e comunque meno che nel successivo Frontespizio del Commento di Servio a Virgilio del 1338. Rispetto alle opere precedenti le figure si fanno più esili, le scene affollate, i volti più inquieti. Le scene sono dense di personaggi differenziati nelle pose, nei gesti, nelle emozioni e nei tratti somatici. Notevole è l'introspezione psicologica e l'esternazione delle emozioni.
Agli stessi anni risale anche una piccola tavola ad uso privato raffigurante la Crocifissione ed esposta oggi al Fogg Art Museum di Cambridge (Massachusetts)

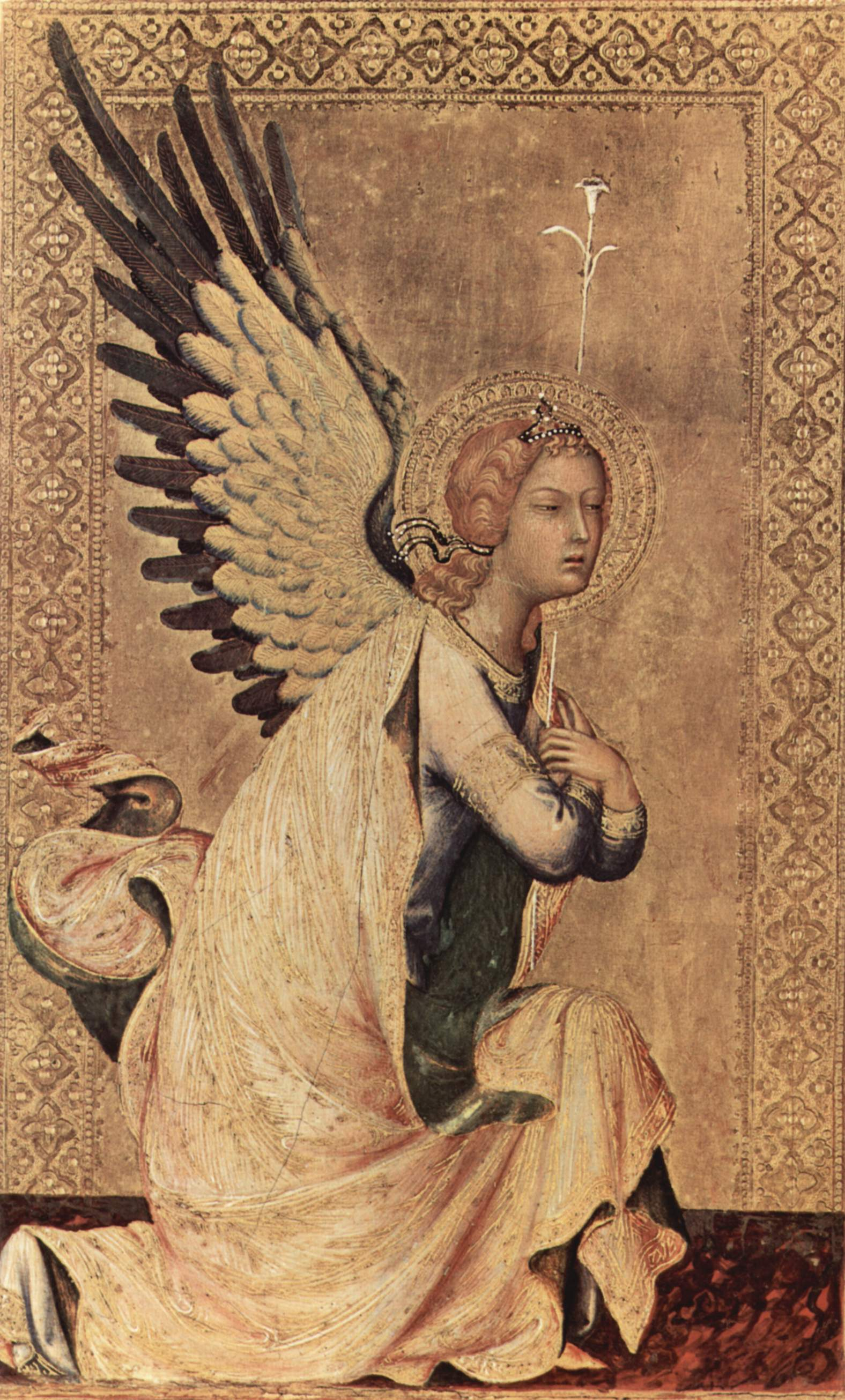
Il Polittico Portatile Orsini. Angelo Annunciante. Anversa, Koninklijk Museum voor Schone Kunsten.
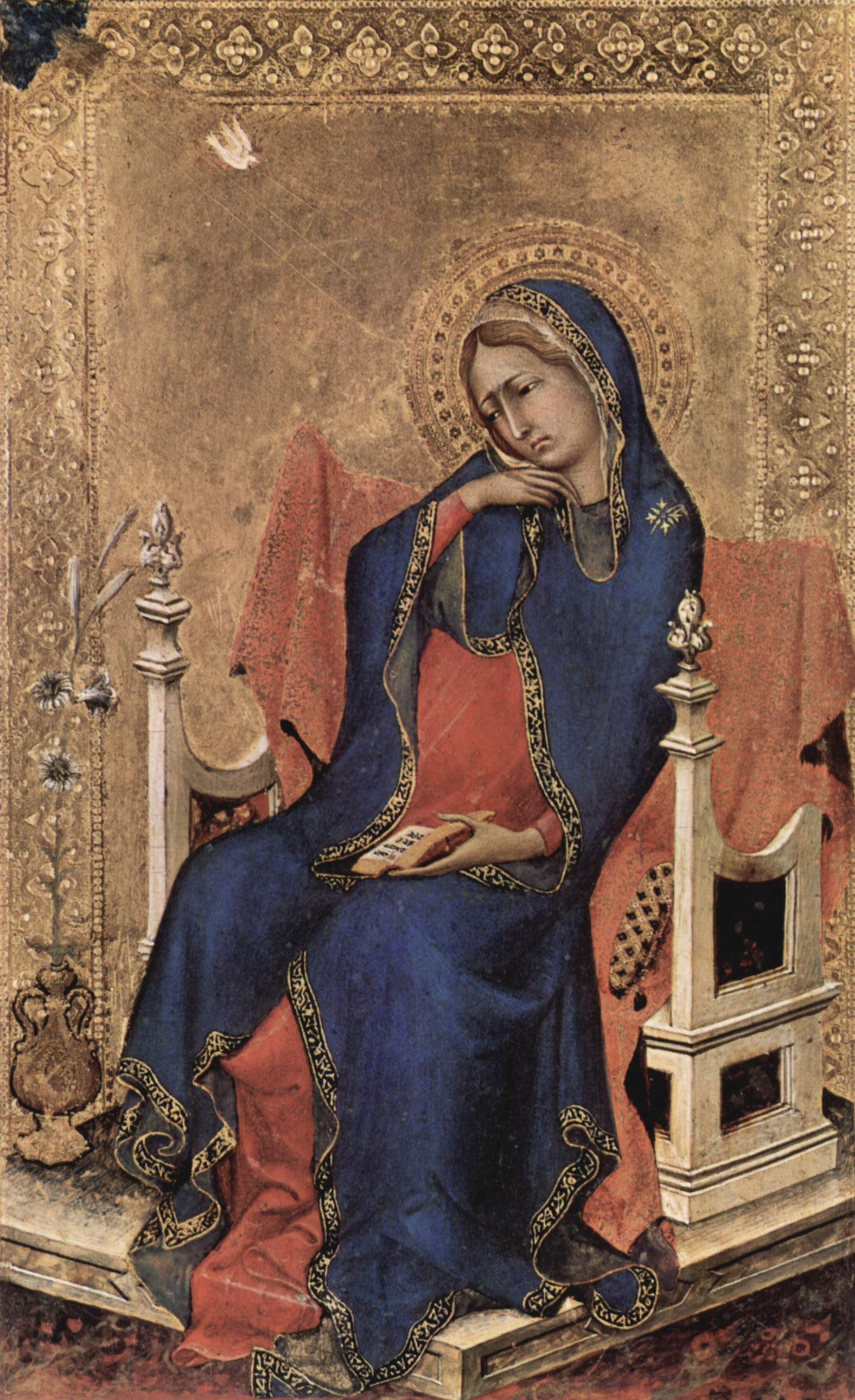
Il Polittico Portatile Orsini. Vergine Annunciata. Anversa, Koninklijk Museum voor Schone Kunsten.
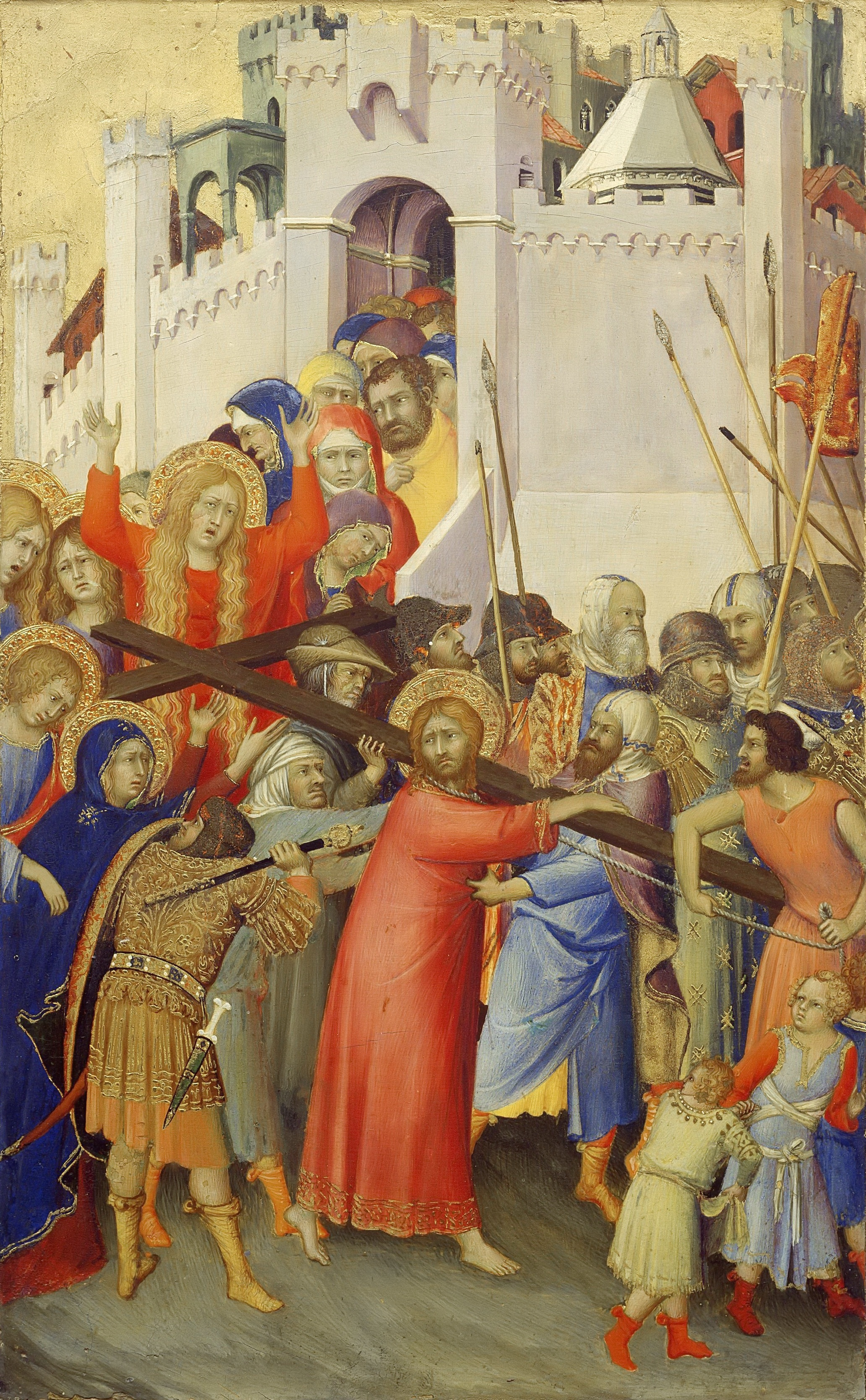
Il Polittico Portatile Orsini. Andata al Calvario. Parigi, Museo del Louvre.
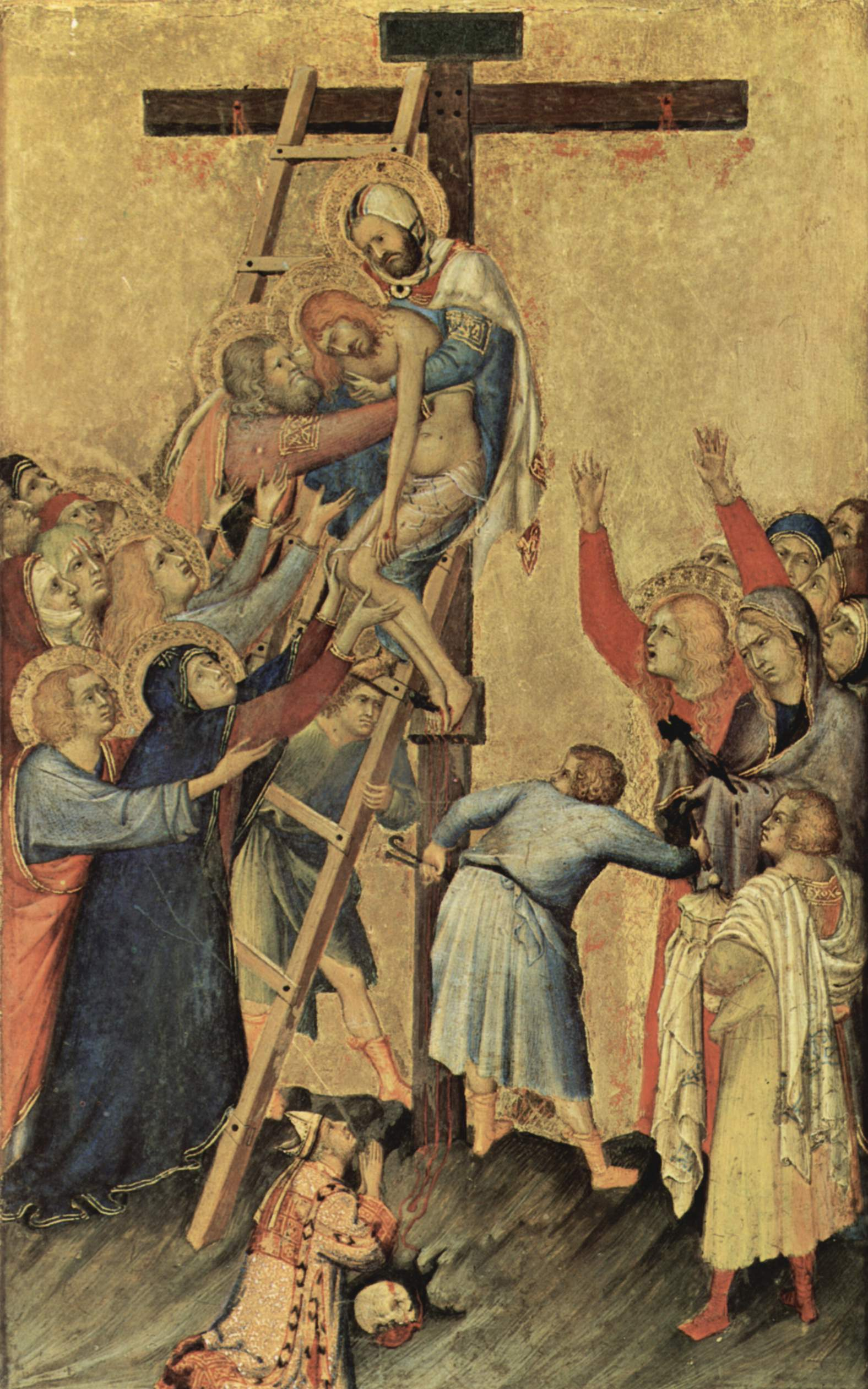
Il Polittico Portatile Orsini. Deposizione dalla Croce. Anversa, Koninklijk Museum voor Schone Kunsten.

### Le ultime opere ad Avignone

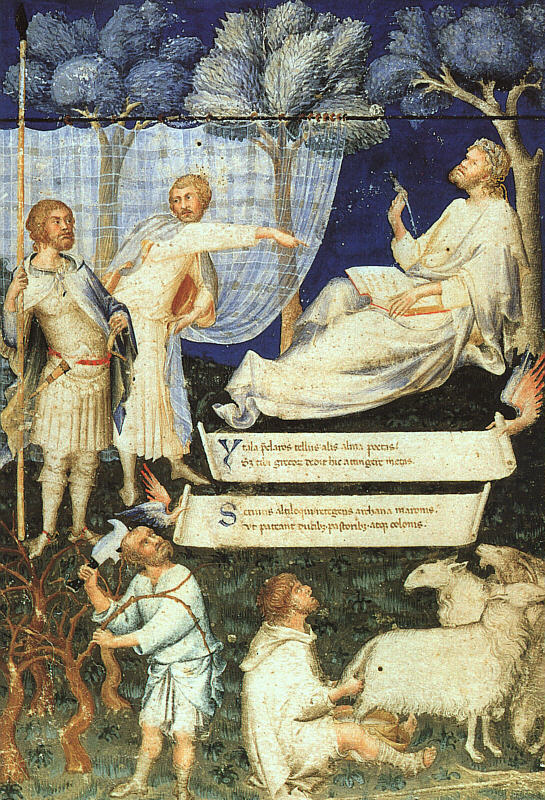
Frontespizio del “Commento di Servio a Virgilio”, 1338, miniatura, Ms. S.P. 10/27, 20x29,5 cm, Biblioteca Ambrosiana, Milano.

Ad Avignone Simone Martini eseguì anche degli affreschi per la cattedrale di Notre-Dame des Doms di Avignone, su commissione del cardinale Jacopo Stefaneschi. Di questi rimangono gli affreschi staccati di due lunette di portali e le corrispondenti sinopie, raffiguranti rispettivamente Cristo Benedicente tra Angeli e la Madonna dell'Umiltà tra Angeli e il Cardinale Stefaneschi. Tali opere, risalenti al 1336-1340 circa, si trovano oggi al Palazzo dei Papi di Avignone. Tra questi affreschi c'era anche quello di San Giorgio e il Drago, oggi perduto, ma che viene descritto dalle fonti come splendido.
Ad Avignone Simone conobbe il poeta Francesco Petrarca. Leggenda vuole che proprio il Martini abbia ritratto Laura, come celebrano i versi dei sonetti LXXVII e LXXVIII del Petrarca stesso. L'opera è oggi perduta (alcuni pensano comunque che i versi si possano riferire invece a Simone da Cremona, miniatore attivo a Napoli dal 1335 circa, ma è più probabile l'ipotesi del Martini):
Onde questa gentil donna si parte;

Ivi la vide e la ritrasse in carte,

Per far fede quaggiù del suo bel viso»
(Il Canzoniere, Per mirar Policleto a prova fiso)
ch’a mio nome gli pose in man lo stile»
(Il Canzoniere, Quando giunse a Simon l'alto concetto)
Oltre a ciò Simone miniò per l'amico letterato, nel 1338 o poco dopo, anche il frontespizio di un codice con le opere di Virgilio commentate da Servio (Biblioteca Ambrosiana, Milano). In questa fine rappresentazione Servio, il commentatore di Virgilio, scosta la tenda per mostrare il sommo poeta, mentre nella scena sono presenti un pastore, un contadino e un soldato, come metafora dei temi pastorali, bucolici ed epici cantati nell'opera.
L'ultima opera di Simone è una piccola tavola di devozione privata, firmata e datata da Simone (1342) e oggi conservata alla Walker Art Gallery di Liverpool. Si tratta del Ritorno di Gesù fanciullo dalla disputa nel tempio, dove compare un tema curioso e inedito: San Giuseppe che rimprovera il divino fanciullo, dopo la disputa.
In tutte queste opere del periodo avignonese le scene sono riportate in uno spazio alluso, una tendenza che era cominciata già nell'Annunciazione del 1333, ma che nell'allegoria virgiliana arriva a conseguenze estreme, essendo la scena riportata su un piano erto. Anche l'inquietudine psicologica già vista nel Polittico Portatile Orsini è qui riproposta in tutti i personaggi. Inoltre, come si è visto, tutta la produzione avignonese è dominata da piccole tavole ad uso privato, riflettendo il ruolo di Simone Martini ad Avignone, un pittore praticamente in pensione al servizio di una ricca familia cardinalizia al cui servizio dipingeva a tempo perso.
E proprio qui, ad Avignone, Simone Martini morì nel 1344.

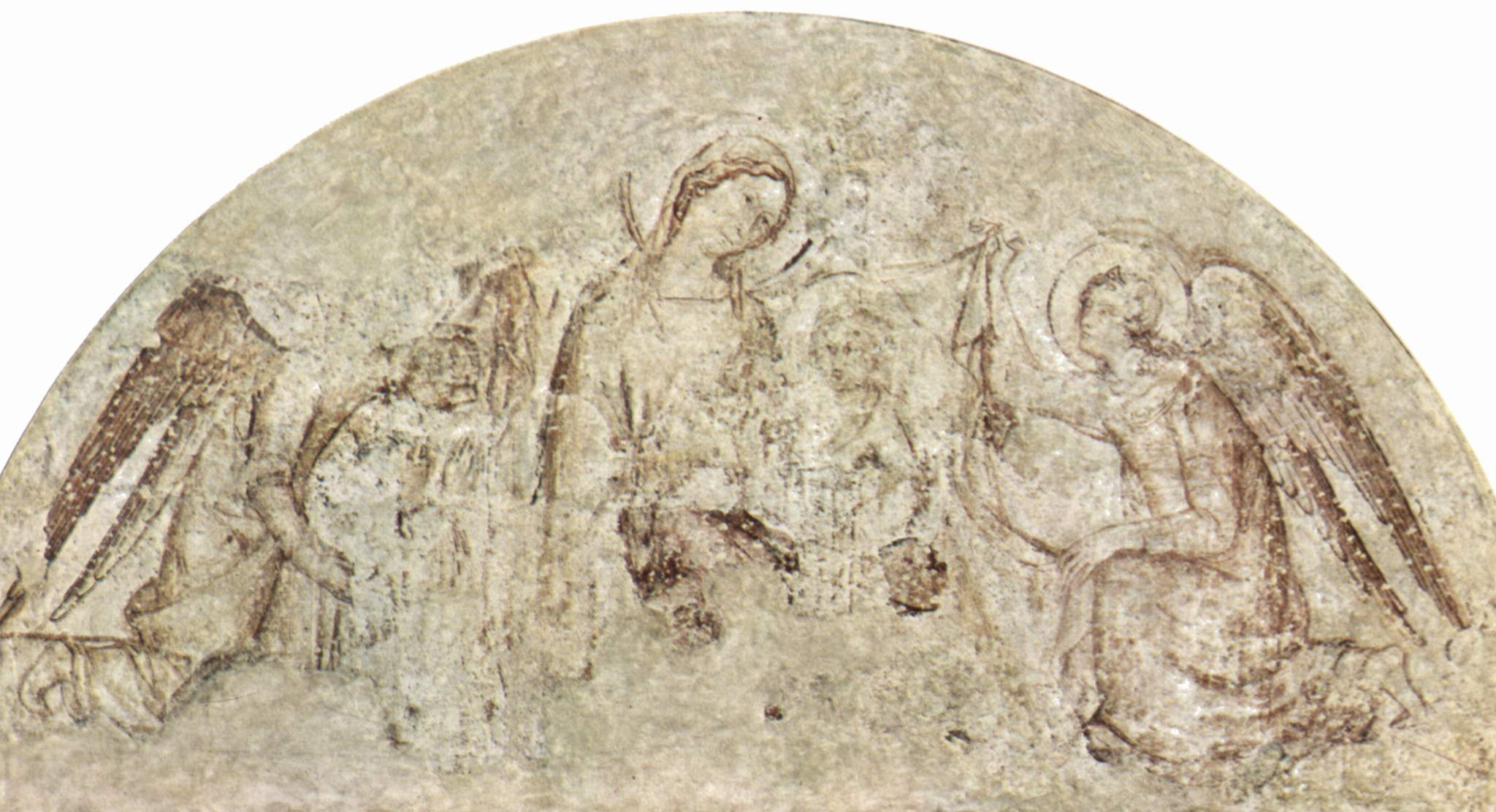
Madonna dell'Umiltà, Sinopia dalla Cattedrale di Notres-Dames-des-Domes di Avignone, Palazzo dei Papi di Avignone.
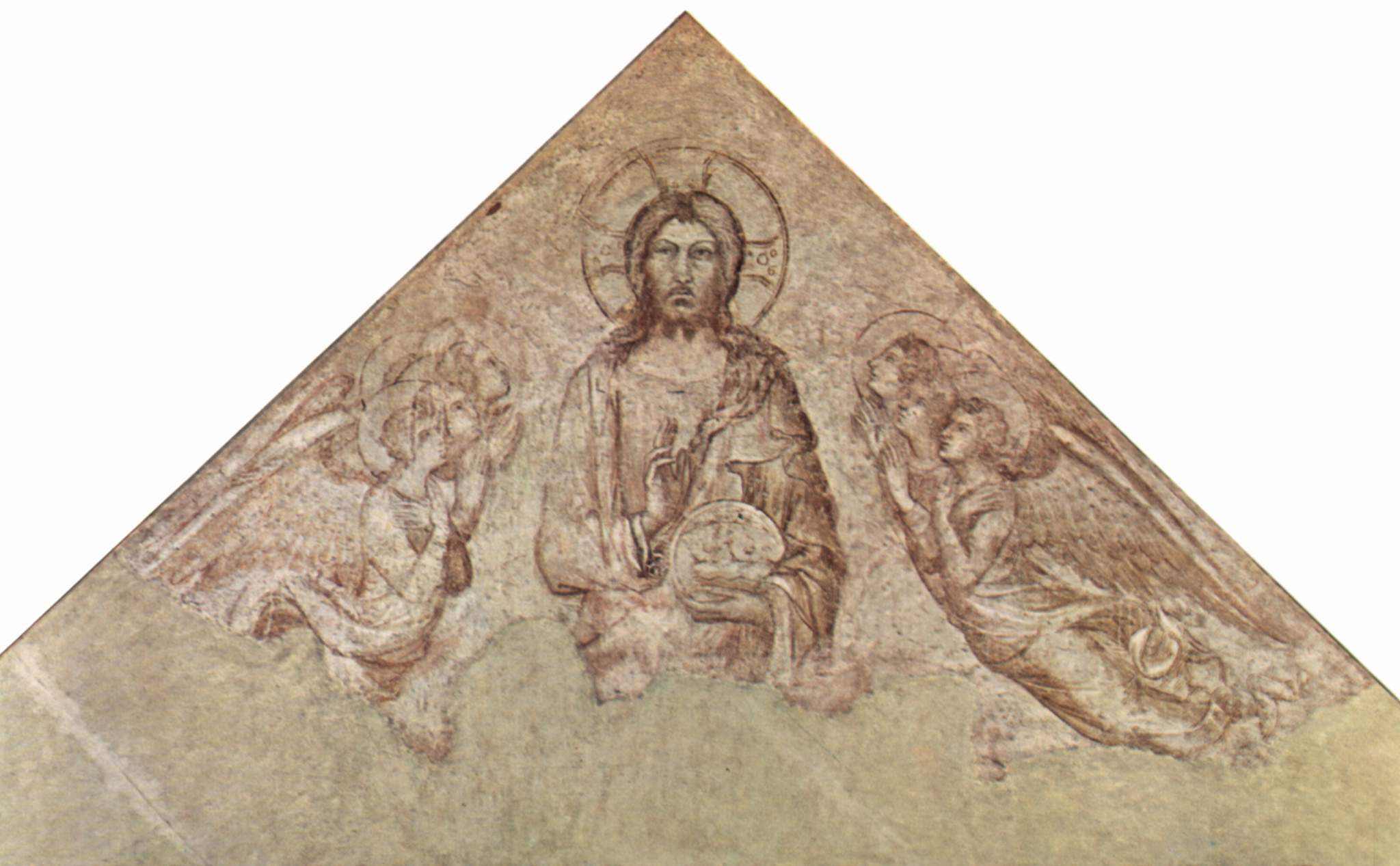
Cristo Benedicente tra Angeli, Sinopia dalla Cattedrale di Notres-Dames-des-Domes di Avignone, Palazzo dei Papi di Avignone.
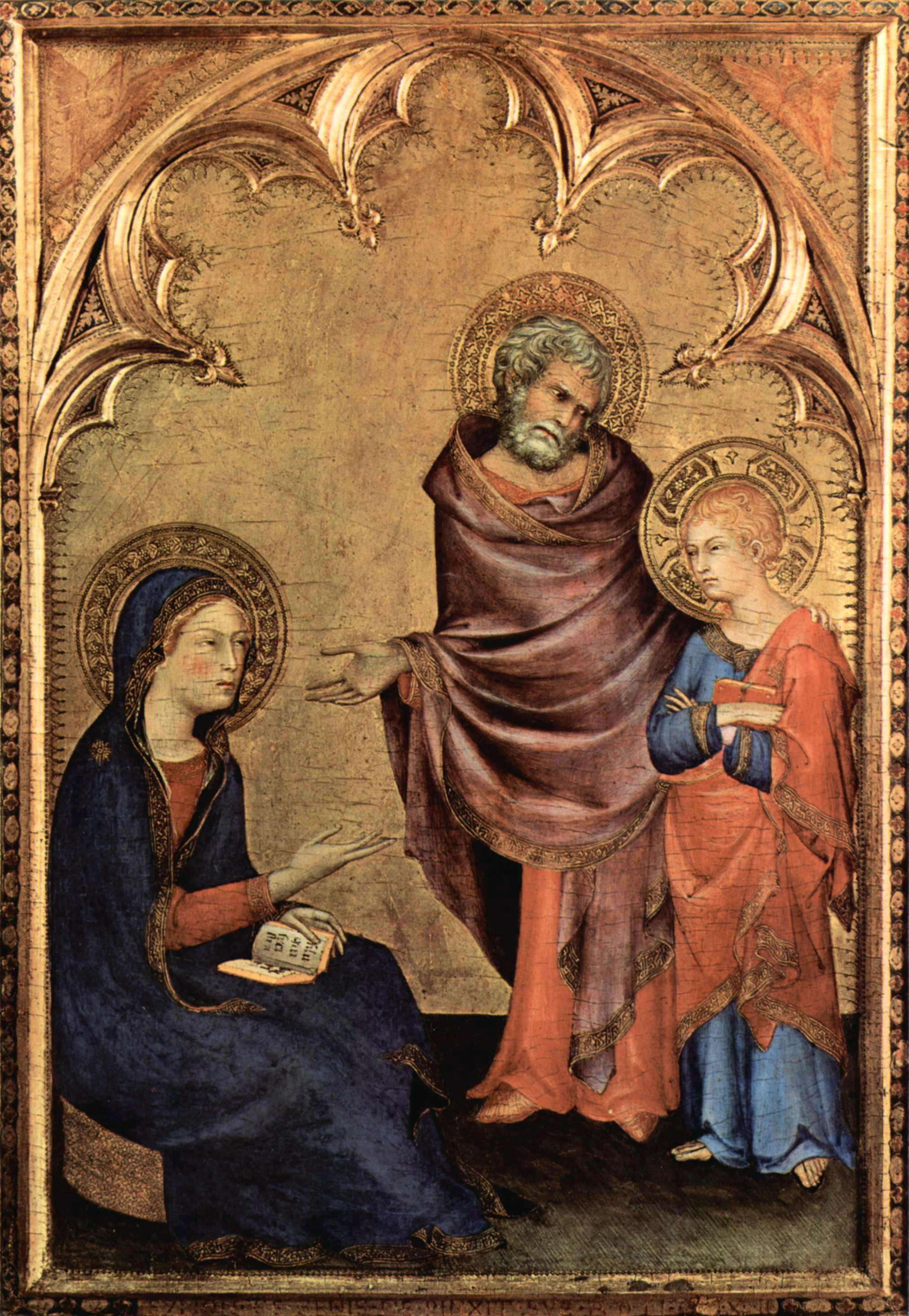
Ritorno di Gesù dal Tempio (1342), tavola ad uso privato, Walker Art Gallery di Liverpool[3].

## I seguaci di Simone Martini
Simone Martini ebbe un numero significativo di allievi. Tra questi si annoverano i fratelli Lippo e Federico Memmi. L'opera di Lippo Memmi, il più famoso e studiato, era inizialmente mediocre, come testimoniato dalla Maestà della chiesa di Sant'Agostino di San Gimignano (1310-1315 circa). In seguito all'incontro con Simone Martini, negli anni in cui questi si cimentava alla sua splendida Maestà del Palazzo Pubblico di Siena (1312-1315, l'artista mutò il suo stile fino a raggiungere l'abilità pittorica di Simone a partire dal 1325 circa. Anche il più giovane Federico Memmi, che probabilmente seguì Simone ad Assisi al tempo dei lavori presso la Cappella di San Martino (1313-1318) e di cui è comunque più difficile rintracciare l'attività agli esordi, riuscì a raggiungere uno stile di alto livello a partire dal 1325.
Appartengono alla scuola di Simone Martini anche altri artisti più tardi, quali Naddo Ceccarelli, cui sono attribuite diverse opere tutte difficili da datare (a parte una firmata e datata dall'artista al 1347) e l'anonimo Maestro di Palazzo Venezia, che si ritiene sia stato attivo, non senza incertezze, tra il 1330 e il 1350 circa. La cerchia di Simone Martini include probabilmente anche il fratello Donato Martini e Pietro Ceccarelli, quest'ultimo forse parente di Naddo. Il primo è probabilmente autore di alcune opere su cui però la critica ha raggiunto un consenso tutt'altro che unanime riguardo l'attribuzione. Il secondo è firmatario di una Madonna col Bambino perduta, un tempo residente nella chiesa dei Carmelitani ad Avignone. Per questi motivi questi ultimi due artisti hanno identità artistiche assolutamente indefinite.

## Letteratura
Il poeta fiorentino Mario Luzi, nella raccolta Viaggio terrestre e celeste di Simone Martini (1994), ha immaginato l'ultimo viaggio del pittore, che da Avignone torna a Siena. Come dice lo stesso poeta parlando delle liriche comprese in questa raccolta, "I titoli fungono in questo caso da semplici didascalie".
Si parla del rientro di Simone Martini da Avignone in compagnia della moglie (Giovanna), del cognato (Donato) e della sua moglie anch'essa Giovanna, con uno studente (probabilmente di teologia) che sarà "testimone, interprete e cronista oltre che parte integrante dell'avventura".

## Elenco delle opere
- Madonna col Bambino n. 583, 1305-1310[4], tavola, provenienza ignota, Pinacoteca Nazionale, Siena
- Madonna dei Raccomandati, 1305-1310[4], tavola, dalla chiesa di San Bartolomeo a Vertine (Chianti), Pinacoteca Nazionale, Siena
- Croce dipinta, 1305-1310[4], tavola, dal convento delle Cappuccine di Siena, Pinacoteca Nazionale, Siena
- Testa della Madonna (frammento), circa 1310[4], lacerto di affresco, chiesa di San Lorenzo al Ponte, San Gimignano
- Maestà, circa 1310-1312[4], tavola, provenienza ignota, Museo di Capodimonte, Napoli
- Maestà, 1312-1315[5], affresco, Sala del Consiglio nel Palazzo Pubblico di Siena
- Scene della vita di san Martino e immagini di santi, cavalieri, vescovi e papi, eremiti e fondatori di ordini, 1315-1318[5], affreschi, Cappella di San Martino nella basilica inferiore di San Francesco d'Assisi, Assisi
- San Ludovico di Tolosa che incorona il fratello Roberto d'Angiò, 1317[5], tavola, dalla basilica di San Lorenzo Maggiore di Napoli, Museo di Capodimonte, Napoli.
- San Francesco, san Ludovico di Tolosa, sant'Elisabetta d'Ungheria, beata Agnese di Boemia? e sant'Enrico d'Ungheria, circa 1318[4], affresco, Transetto destro nella basilica inferiore di San Francesco d'Assisi, Assisi
- Crocifissione, 1316-1320[4], piccola tavola a uso privato, Museo Horne, Firenze
- Polittico con Madonna, Bambino e santi, 1318-1319[4], tavola, dalla chiesa di Sant'Agostino di San Gimignano, tre scomparti nel Fitzwilliam Museum di Cambridge (Massachusetts), uno nel Wallraf-Richartz Museum di Colonia (che data l'opera 1316-1317) e uno in collezione privata
- Polittico di Santa Caterina d'Alessandria, 1319-1320[5], tavola, dalla chiesa di Santa Caterina d'Alessandria a Pisa, Museo Nazionale di San Matteo, Pisa
- San Giovanni Evangelista dolente, 1320[5], piccola tavola ad uso privato, Barber Institute of Fine Arts di Birmingham
- Crocifisso, 1321-1322[5], tavola, dal Palazzo Pubblico di Siena?, chiesa di Santa Maria sul Prato, San Casciano in Val di Pesa
- Polittico con Madonna, Bambino e santi, 1320-1322[4], tavola, dalla chiesa di Santa Maria dei Servi di Orvieto, Isabella Stewart Gardner Museum, Boston
- Polittico con Madonna, Bambino e santi, 1321-1323[4], tavola, dalla chiesa di San Francesco di Orvieto, uno scomparto nel Museo dell'Opera del Duomo di Orvieto e un altro nella National Gallery of Canada di Ottawa
- Polittico con Madonna, Bambino e santi, 1323-1324[4], tavola, dalla chiesa di San Domenico di Orvieto, Museo dell'Opera del Duomo, Orvieto
- Eterno benedicente tra angeli (cuspide di polittico), 1320-1324[4], tavola, proveniente da uno dei politici orvietani, Museo dell'Opera del Duomo, Orvieto
- Eterno benedicente (cuspide di polittico), 1320-1324[4], tavola, proveniente da uno dei politici orvietani, Pinacoteca Vaticana, Roma
- Profeti (quattro piccoli tondi), 1320-1325[4], tondi su tavola, provenienza ignota, Musée du Petit Palais, Avignone
- Apostoli (due tavole), 1320-1325[4], tavole, provenienza ignota, City Museum and Art Gallery, Birmingham e Boston Museum of Fine Arts, Boston
- Madonna col Bambino (scomparto di polittico perduto), circa 1325[4], tavola, dalla pieve di San Giovanni Battista a Lucignano d'Arbia, Pinacoteca Nazionale, Siena.
- San Pietro, 1326, Museo Thyssen-Bornemisza, Madrid.
- Polittico con Madonna, Bambino e santi, 1326[5], tavola, dal Palazzo Pubblico di Siena?, tre scomparti nel Metropolitan Museum of Art di New York, uno nel Museo Thyssen-Bornemisza di Madrid e uno nel Getty Museum di Los Angeles
- San Ladislao d'Altomonte, 1325-1330[4], tavola, provenienza ignota, Museo civico di Santa Maria della Consolazione di Altomonte (Cosenza)
- Beato Agostino Novello e quattro dei suoi miracoli'', 1324-1329[4], tavola, dalla chiesa di Sant'Agostino a Siena, Pinacoteca Nazionale, Siena
- Guidoriccio da Fogliano all'assalto di Montemassi, 1330[5], affresco, Sala del Consiglio nel Palazzo Pubblico di Siena
- San Luca Evangelista, 1330 circa, tempera su ravola, J. Paul Getty Museum a Los Angeles in California, (Stati Uniti d'America)
- Annunciazione tra i santi Ansano e Margherita, 1333[5], tavola, dal Duomo di Siena, Galleria degli Uffizi, Firenze
- Polittico Orsini, 1333-1337[4], altarolo portatile ad uso privato, pannelli al Museo del Louvre di Parigi, al Koninklijk Museum voor Schone Kunsten di Anversa e alla Gemäldegalerie di Berlino
- Crocifisso, 1333-1337[4], tavola ad uso privato, Fogg Art Museum di Cambridge (Massachusetts)
- Madonna dell'Umiltà, 1336-1340[4], affresco staccato e sinopia, dalla cattedrale di Notre-Dame-des-Doms di Avignone, Palazzo dei Papi, Avignone
- Cristo benedicente, 1336-1340[4], affresco staccato e sinopia, dalla cattedrale di Notre-Dame-des-Doms di Avignone, Palazzo dei Papi, Avignone
- Frontespizio del Commento di Servio a Virgilio, 1338[5], frontespizio miniato di libro ad uso privato, Biblioteca Ambrosiana, Milano
- Ritorno di Gesù dal Tempio, 1342,[5] tavola ad uso privato, Walker Art Gallery, Liverpool[3]